# Barriera di Milano
Barriera di Milano (La Bariera 'd Milan o anche, molto frequentemente, Bariera dl'Emme in piemontese), spesso chiamata semplicemente Barriera, è un antico quartiere di Torino appartenente alla Circoscrizione 6, situato a circa 1,5 km a nord dal centro storico cittadino. È sorto storicamente come borgo proletario e operaio.
I suoi confini sono:
- a sud col quartiere Aurora, attraverso corso Vigevano-corso Novara
- a ovest con corso Venezia, compreso il Passante ferroviario di Torino linea Lanzo-Ceres (quartiere Borgata Vittoria)
- a nord e ad est con via Sempione-via Gottardo (quartiere Rebaudengo), compresa l'ex-ferrovia verso l'ex-stazione merci Vanchiglia fino a corso Regio Parco, al confine con l'omonimo quartiere

## Storia
(Alessandro Perissinotto, Le colpe dei padri)
Antico agglomerato di cascine, case sparse e botteghe di Torino Nord, Barriera nasce ufficialmente soltanto nel 1853, con la prima cinta daziaria. Eretta con lo scopo di garantire il controllo doganale sulle merci in entrata, separava le campagne dall'accesso nord, che proseguiva fino al ponte sul fiume Dora (quartiere Aurora).
Il quartiere prende il nome da uno dei varchi che consentivano l'ingresso in città: questi varchi sorvegliati, detti barriere, assicuravano il pagamento del dazio, e fra tutti la barriera più nota a nord era quella di piazza Crispi, lungo l'allora strada Reale d'Italia (oggi corso Vercelli), e chiamata - appunto - di Milano, giacché era rivolta verso il capoluogo lombardo.

## Industria e sviluppo
La zona di Torino Nord, ed in particolare Barriera di Milano, è una delle prime zone che conosce un grosso sviluppo industriale nella seconda metà dell'Ottocento, sia per la vicinanza all'area protoindustriale di Borgo Dora, sia per la presenza dei fiumi, delle bialere e dei canali, fondamentali per fornire l'energia idraulica. I primi importanti stabilimenti industriali si insediarono qui anche in virtuà che essendo la zona fuori dalla cinta daziaria, vi era maggior disponibilità di terreni a costo inferiore e non si pagava il dazio per la costruzione degli stabilimenti. Sebbene ancora in Aurora, importantissima era la Fiat Grandi Motori (già stabilimento Michele Ansaldi, 1898, acquisito poi dalla Fiat nel 1905), poi vi erano diverse industrie tessili, tra cui la Fratelli Piacenza in via Bologna, la INCET produttrice di cavi elettrici fondata nel 1888 dai fratelli Tedeschi nonché l'industria di pneumatici CEAT, in via Leoncavallo, aperta nel 1939 e la cui produzione è cessata nel 1979, con definitiva chiusura nel 1982.

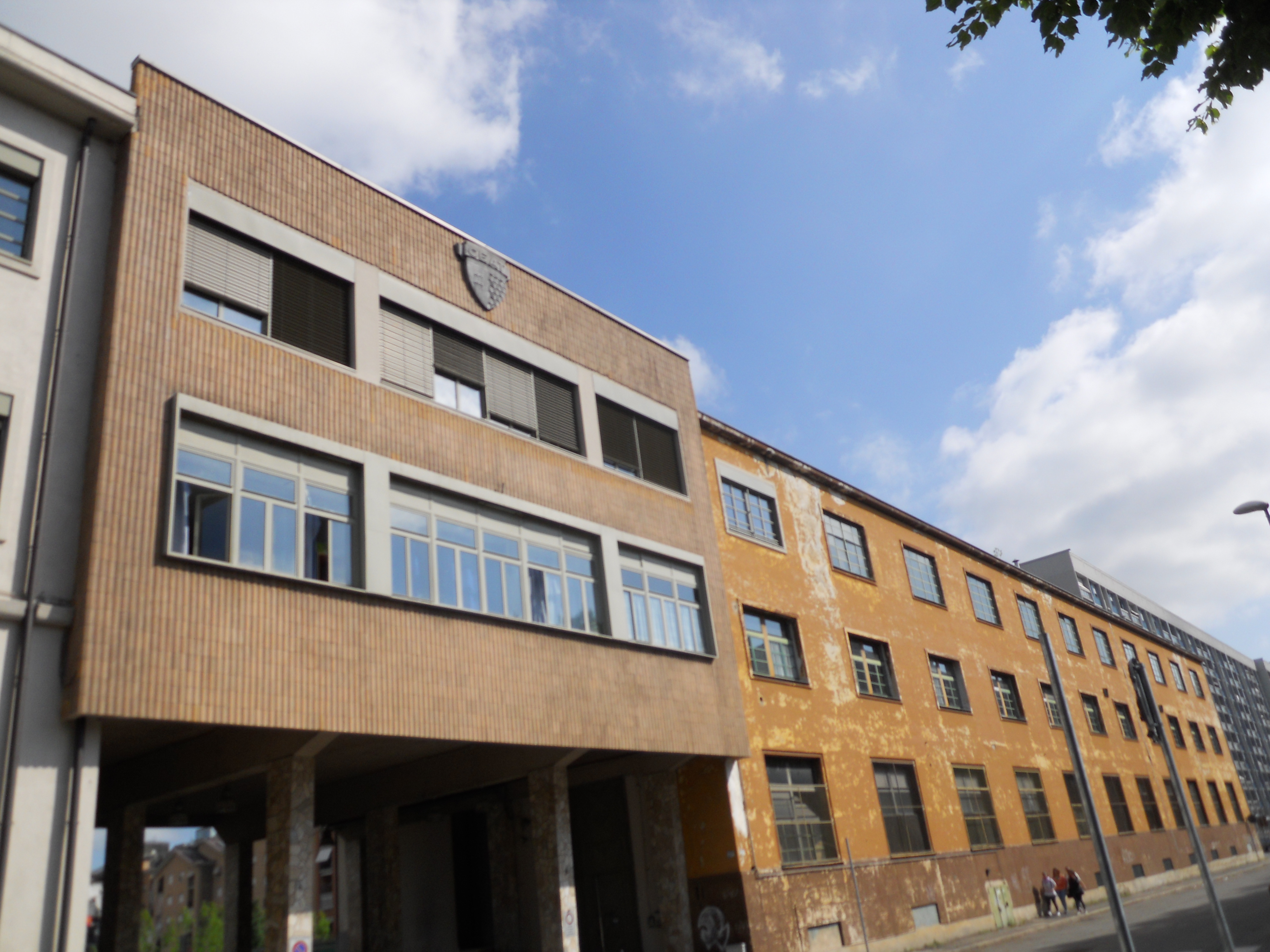
Palazzina uffici CEAT in Via Leoncavallo

La riconversione dell'area ad abitazioni e servizi civici è durata molti anni e ha permesso anche il recupero, dopo un'opera di complessa bonifica, di un'ampia area verde nel cortile centrale, con relativo parco giochi, che è stata inaugurata dal sindaco Piero Fassino il 10 settembre 2012 ed intitolata all'ex-Presidente della Repubblica Giuseppe Saragat il 5 settembre 2014.

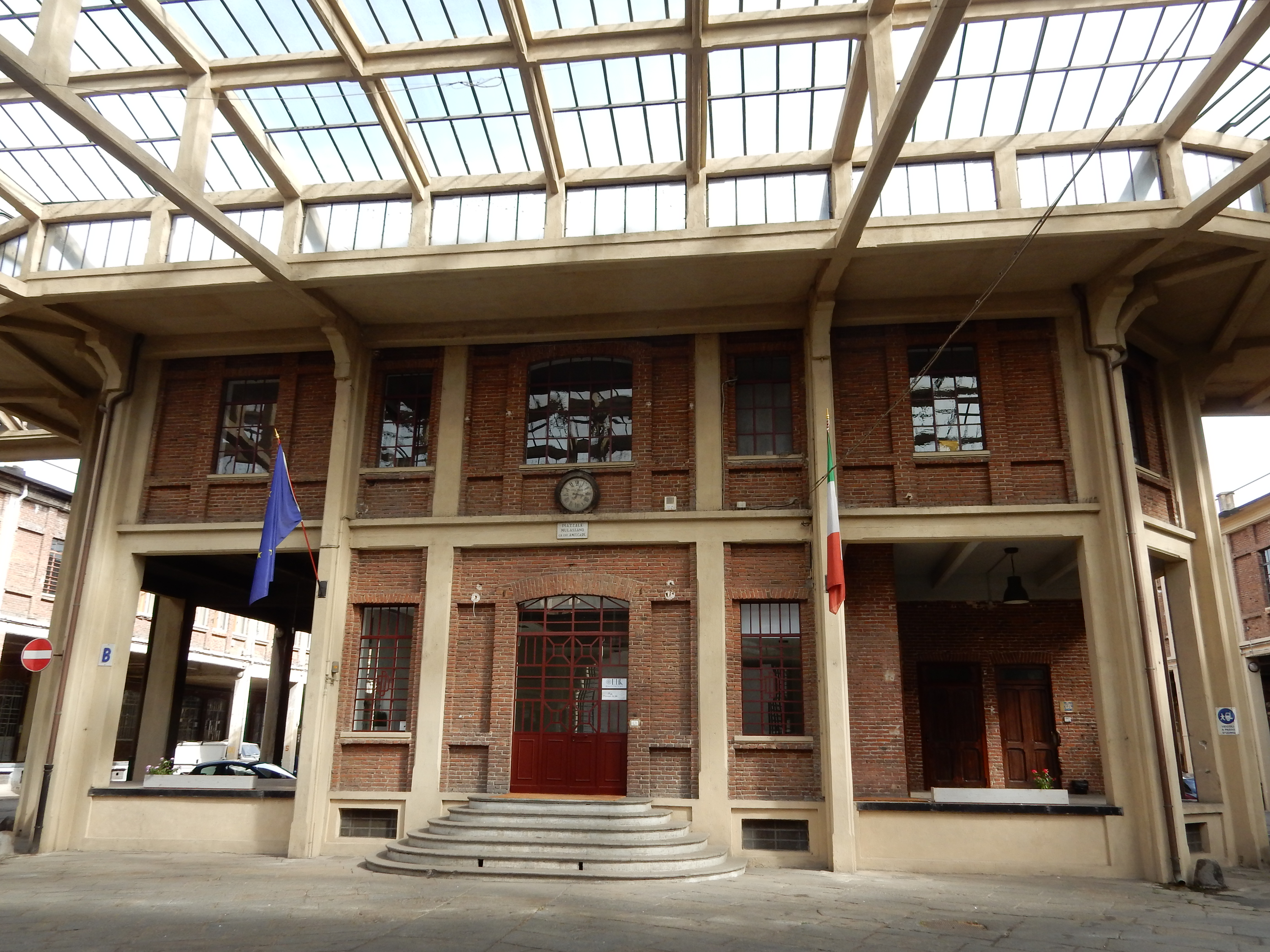
Ingresso Docks Dora

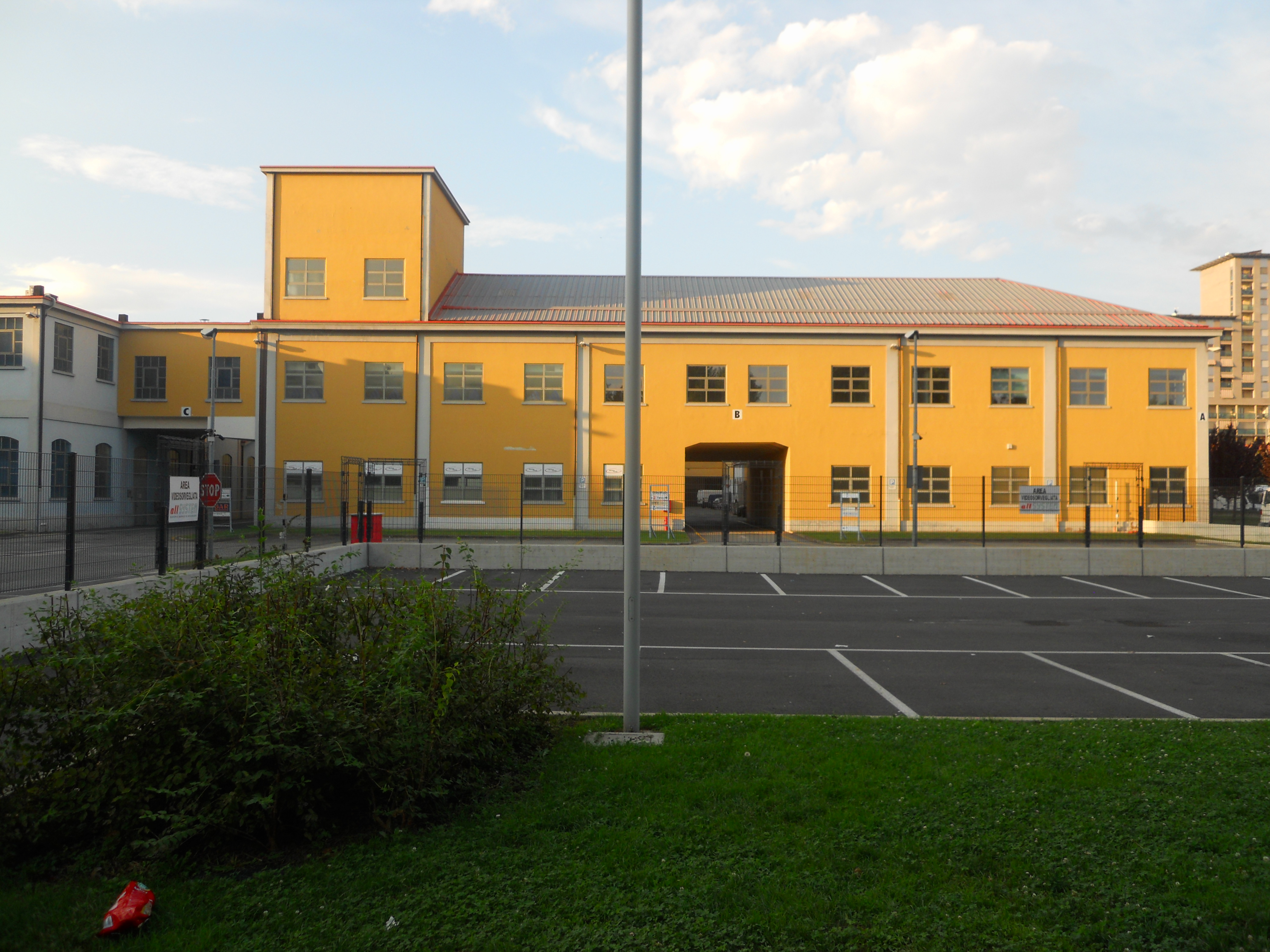
Edifici ristrutturati della ex-Wamar, visti dall'area verde pubblica

In corso Vigevano era presente dagli anni trenta il biscottificio Wamar (dalle iniziali del fondatore Walter Marchisio), nato nel 1922 in un laboratorio di pasticceria artigianale in via Susa, e specializzato nella produzione industriale di wafer, frollini e biscotti. Chiude, dopo alterne vicende, nel 1991 e gli spazi ora sono occupati da attività commerciali e di servizi nonché da una piccola area verde pubblica.
In via Valprato ha sede l'importante polo culturale e sociale dei Docks Dora, struttura nata come magazzino commerciale e stoccaggio merci nel 1912 e ancora oggi al centro di costante interesse architettonico e sociale, vista la quantità di locali notturni e circoli sorti o rinnovati nel corso della riqualificazione del quartiere nonché di studi professionali ed attività di commercio.
In una delle tre vie principali, corso Vercelli, aveva sede la Fiat Fonderie (in passato grande fabbrica, ora in attesa di riconversione funzionale) mentre nella parallela via Cigna aveva invece sede l'importante ditta di trasporti e logistica Gondrand SpA, area anch'essa abbandonata ed in attesa di nuova destinazione d'uso.
Nella via Bologna hanno sede le Fonderie Subalpine SpA e aveva sede la ditta di telecomunicazioni e citofonia URMET.
In corso Novara aveva sede lo stabilimento e gli uffici della società produttrice di caffè a livello mondiale Lavazza SpA. È ancora presente sempre in corso Vigevano da sessant'anni la Quercetti, società leader dei giocattoli educativi nel mondo.
In corso Giulio Cesare 89 è presente la storica esposizione di Biliardi Deagostini, il cui laboratorio di produzione è presente da cinquant'anni in via Baltea. In via Sesia si trova l'Ombrellificio Torinese, l'ultimo ombrellificio di Torino, attivo dal 1932, che realizza interamente a mano ombrelli di qualità. In via Valprato ha sede la Consell, storica selleria, ditta di rivestimenti di interni di auto d'epoca, che ha dato vita anche al marchio Rebelt, che produce borse e accessori con gli scarti delle lavorazioni, in un'ottica di economia circolare. In via Malone c'è un laboratorio di eccellenza gestito da una famiglia di falegnami originari del Marocco, Falegnameria Salone Andalusia, che esegue mobili artigianali con intagli tradizionali marocchini (stile andaluso)
Barriera di Milano è anche sede, ancor oggi in via di sviluppo e di evoluzione commerciale, del settore terziario e mercatale.
Vi sono infatti quattro importanti mercati rionali aperti tutta la settimana, precisamente in via Porpora, piazza Crispi (a giorni alterni, molto ridimensionato rispetto al passato), piazza Foroni (informalmente anche nota come piazza Cerignola) e corso Taranto.
Di particolare interesse è il mercato di piazza Foroni, situato nel cuore del quartiere (delimitato dalle vie Monte Rosa, Santhià e Montanaro, ove ha sede il Poliambulatorio dell'ASL di zona), dove si possono trovare ogni sorta di indumenti e chincaglierie di vario genere, nonché variegati generi alimentari freschi.

## Area INCET

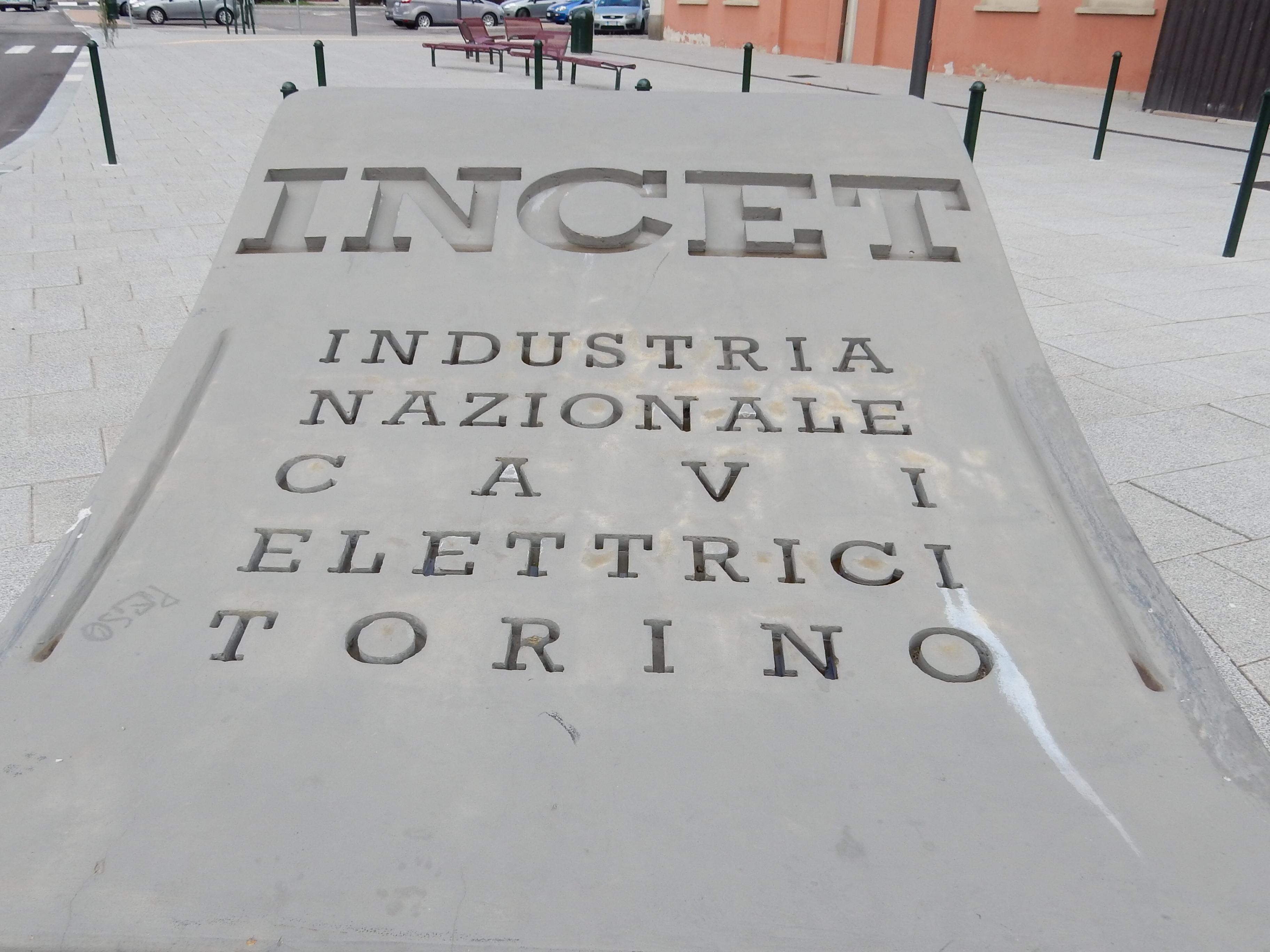
Logo INCET.

La fondazione di una industria specializzata per la fabbricazione di cavi elettrici avviene nel 1888 per opera di Vittorio e Giuseppe Tedeschi, la quale viene successivamente installata in un'area compresa tra via Cigna e corso Vigevano. Già nel 1898 impiega ben 250 dipendenti e i suoi prodotti ottengono importanti commesse sia in ambito nazionale sia estero. Il primo decennio del Novecento coincide con un deciso incremento della produzione e della manodopera: con i suoi 480 addetti del 1904, cresciuti sino a 616 nel 1911 è una delle principali fabbriche della zona. Nello stesso periodo l'azienda costruisce lungo corso Vigevano, nei pressi dello stabilimento, un complesso di abitazioni destinate ai propri dipendenti. Nel 1938, dopo l’emanazione delle leggi razziali, la società cambia la propria denominazione in INCET, mantenendola invariata negli anni successivi.

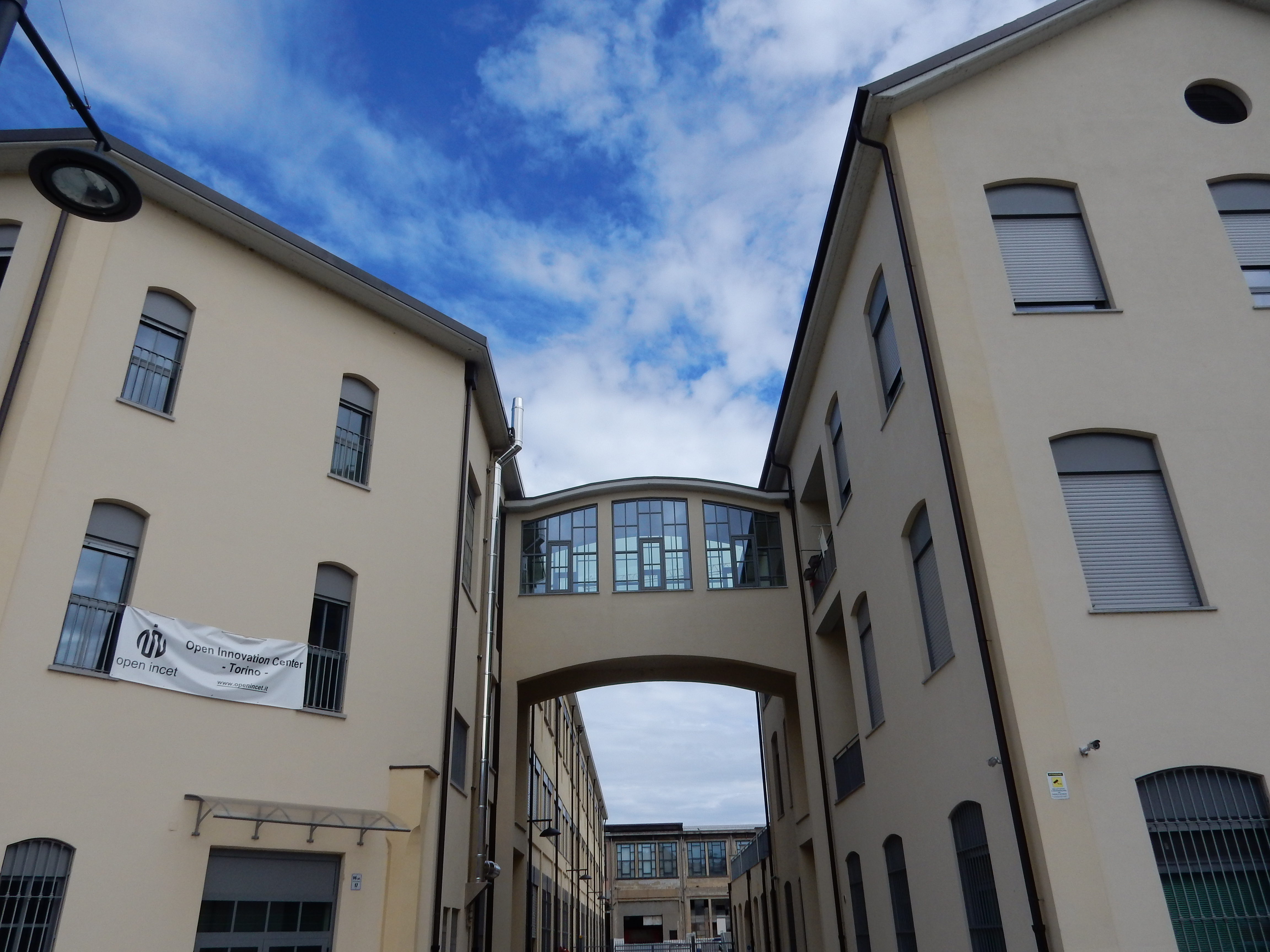
Edifici INCET dopo ristrutturazione

Nel 1943 la fabbrica, che ha raggiunto una estensione di 65.200 metri quadrati e impiega ben 2.000 dipendenti, subisce un pesante bombardamento aereo nella notte del 13 luglio 1943, che paralizza quasi completamente la produzione, per cui parte delle lavorazioni vengono decentrate a Bussoleno.
Negli anni del secondo dopoguerra l'attività riprende, fino a quando la INCET è assorbita dalla Pirelli che conserva il nome fino al 1968, quando avviene il trasferimento delle unità produttive a Livorno Ferraris e l’abbandono dell'intero complesso e della sua area circostante.
L'area ex-INCET, dopo anni di forte degrado e di decadenza delle strutture, è stata interessata da vasti interventi di riqualificazione funzionale e riconversione a servizi e piccole imprese, incominciati nel 2009 e conclusi nell'ottobre 2015.
In data 21 marzo 2019 la piazza interna al complesso è stata intitolata dal Comune di Torino con una cerimonia pubblica a Teresa Noce, partigiana, politica e madre costituente, ovvero partecipante all'Assemblea Costituente.

## Strade e vie
La Barriera di Milano ha quattro strade di una certa rilevanza toponomastica: corso Giulio Cesare, corso Vercelli, via Cigna e via Bologna.
- parte settentrionale di corso Giulio Cesare: attraversa il quartiere da nord a sud, collegando il piazzale dell'autostrada fino ai limiti del quartiere Aurora. Asse portante del quartiere, corso Giulio Cesare collega il centro della città alla "barriera" e all'inizio dell'autostrada  Torino-Trieste. Si tratta di un corso con una discreta quantità di negozi e di servizi, che vede nella chiesa cattolica Maria Regina della Pace un centro di certo interesse architettonico e storico
- parte settentrionale di Corso Vercelli: unisce la zona Nord e la zona Sud del quartiere; la via presenta uno stile architettonico molto semplice risalente agli anni cinquanta/sessanta. Molti negozi e molti bar, nonché luoghi di ritrovo, danno alla via un certo interesse

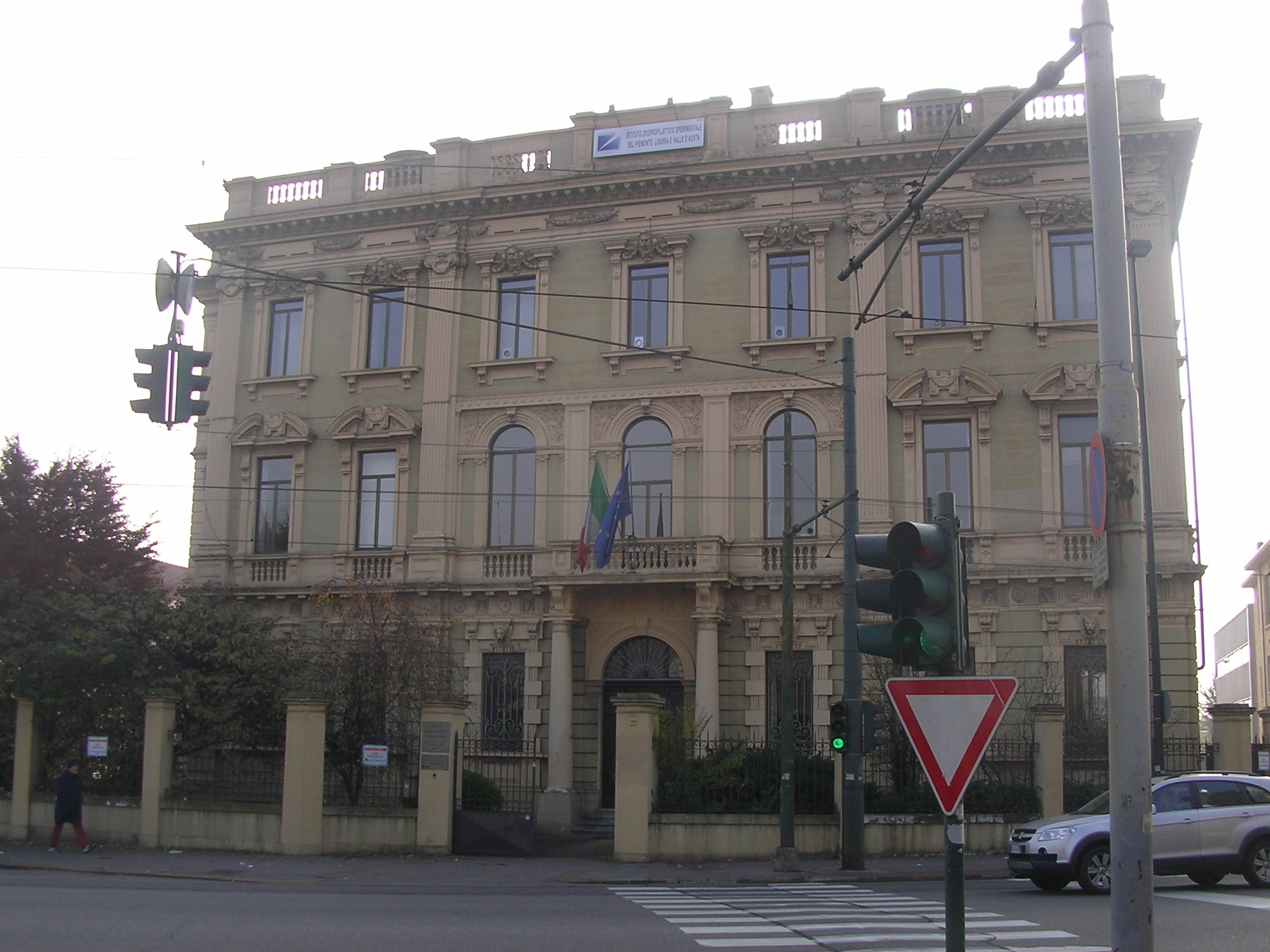
Edificio Istituto Zooprofilattico Piemonte in Via Bologna

- parte settentrionale di via Cigna (assieme a corso Giulio Cesare) collega il quartiere con il centro cittadino (distante appena 4 km) e oggi sede di importanti cambiamenti strutturali con i lavori di rinnovamento da parte del Comune e di riconversione abitativa e di servizi di aree industriali dismesse

- parte settentrionale di via Bologna, che ancora oggi rappresenta un importante insediamento industriale: vi risiedono infatti molte piccole e medie aziende del settore elettronico, telecomunicazioni[12] e tessile, nonché l'Istituto Zooprofilattico Sperimentale del Piemonte e della Valle d'Aosta[13]

In via Gottardo, che incrocia via Bologna, nei pressi di piazza Donatori di Sangue, ha sede l'Ospedale San Giovanni Bosco, tra i più importanti della città di Torino, inaugurato nel 1961 dal Presidente della Repubblica Giovanni Gronchi, nonché centro di riferimento per la periferia e l'Hinterland nord. Nella medesima piazza staziona quotidianamente un'autoemoteca dell'AVIS.

## Luoghi d'interesse
- Cascina Marchesa in corso Vercelli 141, luogo che anticamente era una cascina agricola, dove si trovano la "Sala colonne" e l'"Auditorium Borghi" (dal nome del primo presidente di circoscrizione) dove si svolgono periodicamente eventi culturali.  La Cascina è un vero gioiello architettonico: la sua facciata infatti presenta un frontone di stile dorico, un "unicum" per una cascina a destinazione agricola[14]. Nell'area è compresa la Biblioteca Civica Marchesa - Associazione Marchesa - Gruppi teatrali e il "Centrodonna" che dal 1991 offre consulenza legale e psicologica gratuita alle donne in difficoltà, incontri di socializzazione e iniziative culturali sul territorio. Nel cortile è presente un "murale" del pittore cileno Mono Carrasco realizzato con i ragazzi delle scuole circostanti. È inoltre presente un "murale" in piastrelle sui temi della legalità e della giustizia realizzati dalle associazioni ed artisti del territorio
- Chiesa di Maria Regina della Pace: tempio dall'architettura neobizantina su un impianto a croce greca, costruito dal sacerdote-muratore Don Mossotto. Inaugurata del giugno 1901, fu gravemente danneggiata dai bombardamenti ed in seguito ricostruita
- Chiesa e parrocchia "Gesù Operaio": l'edificio è stato costruito dal 1963 al 1967, a navata unica, su progetto dell'architetto Felice Bardelli, in una zona allora ricca di industrie, in via Ternengo, di fianco allo stabilimento "CEAT pneumatici"[15]
- Oratorio Salesiano Michele Rua: sorto nell'anno 1922 in via Giovanni Paisiello, allora completamente in mezzo a prati, con la Chiesa che dal 1958 è stata elevata a Parrocchia, è sempre stato un importante punto di aggregazione giovanile e popolare, con l'ampio cortile per i giochi e la Scuola Media, i campi sportivi di calcio, pallacanestro e pallavolo, il teatro con spettacoli periodici, il cinema, funzionante dal 1952, prima parrocchiale e ancora oggi esistente, unico rimasto tra i cinema della "barriera"
- Di fronte si trova l'Asilo Infantile "Mamma Margherita", funzionante dagli inizi degli anni settanta, la cui costruzione sostituì una cascina porticata denominata "il Conte d'Ales", demolita nell'anno 1969
- Chiesetta di legno prefabbricata in via Perosi, costruita sul sito della demolita cascina "Il Clemente", contemporaneamente all'allora nuovo Quartiere IACP denominato 33° (edificazione anni 1965-1967, su progetto dell'architetto Nello Renacco) e inaugurata il 6 gennaio 1969 come "Parrocchia della Risurrezione", retta dal parroco don Piero Gallo sino all'anno 1980[16]. Nel 1979 viene inaugurata la chiesa grande e più moderna in via Monte Rosa 150

## Galleria fotografica edifici religiosi in Barriera

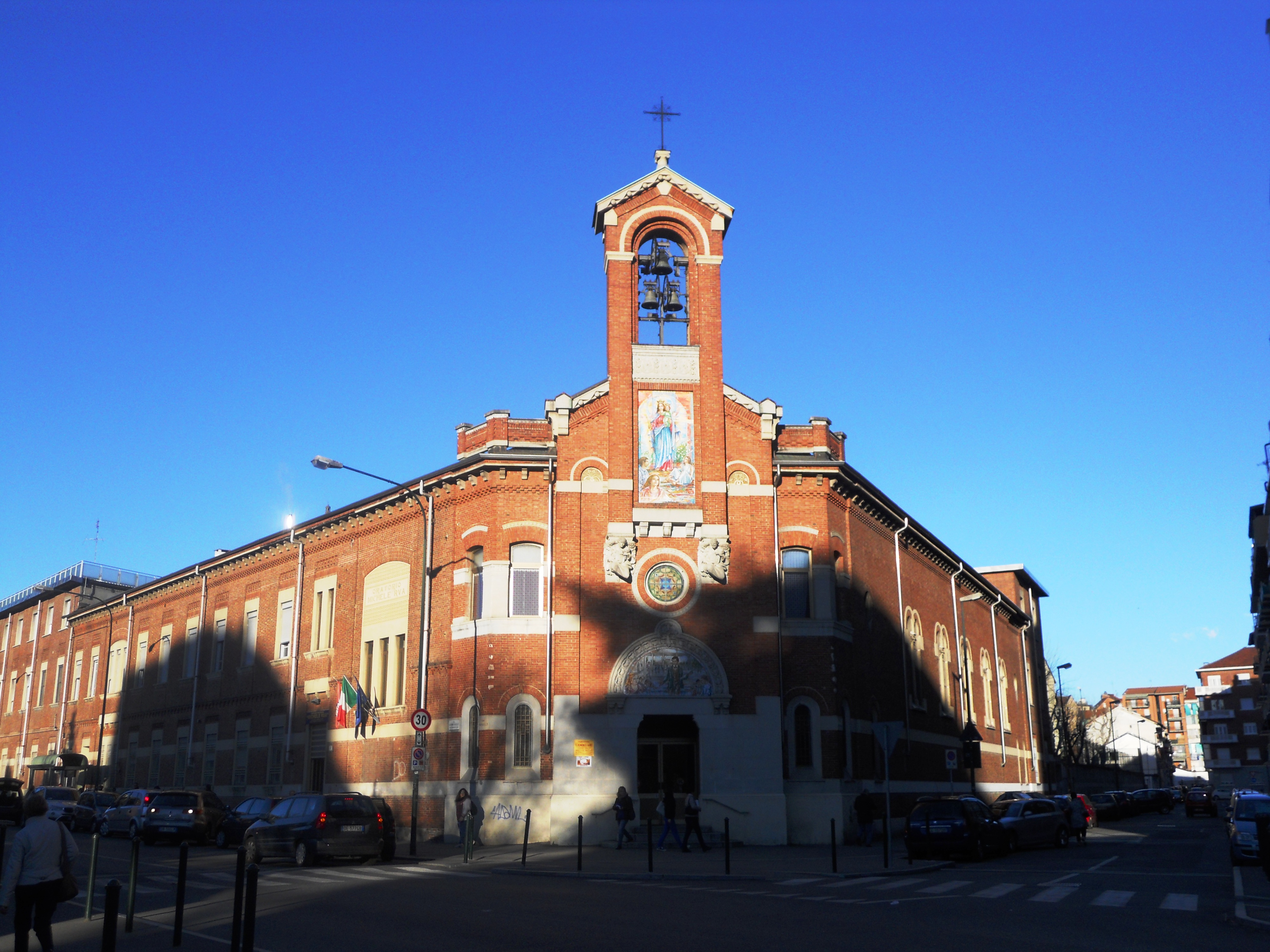
Chiesa Michele Rua al mattino
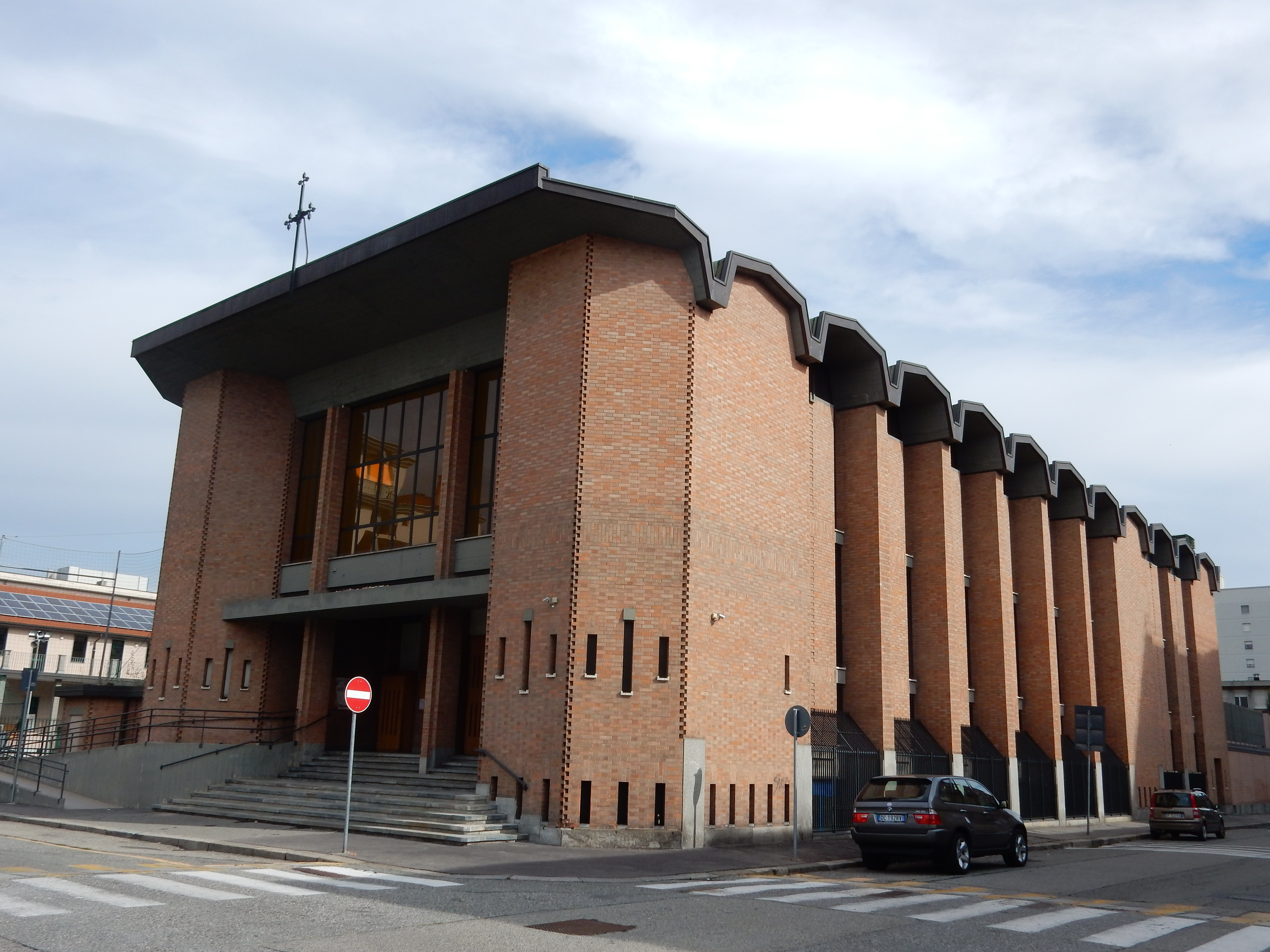
Chiesa Gesù Operaio
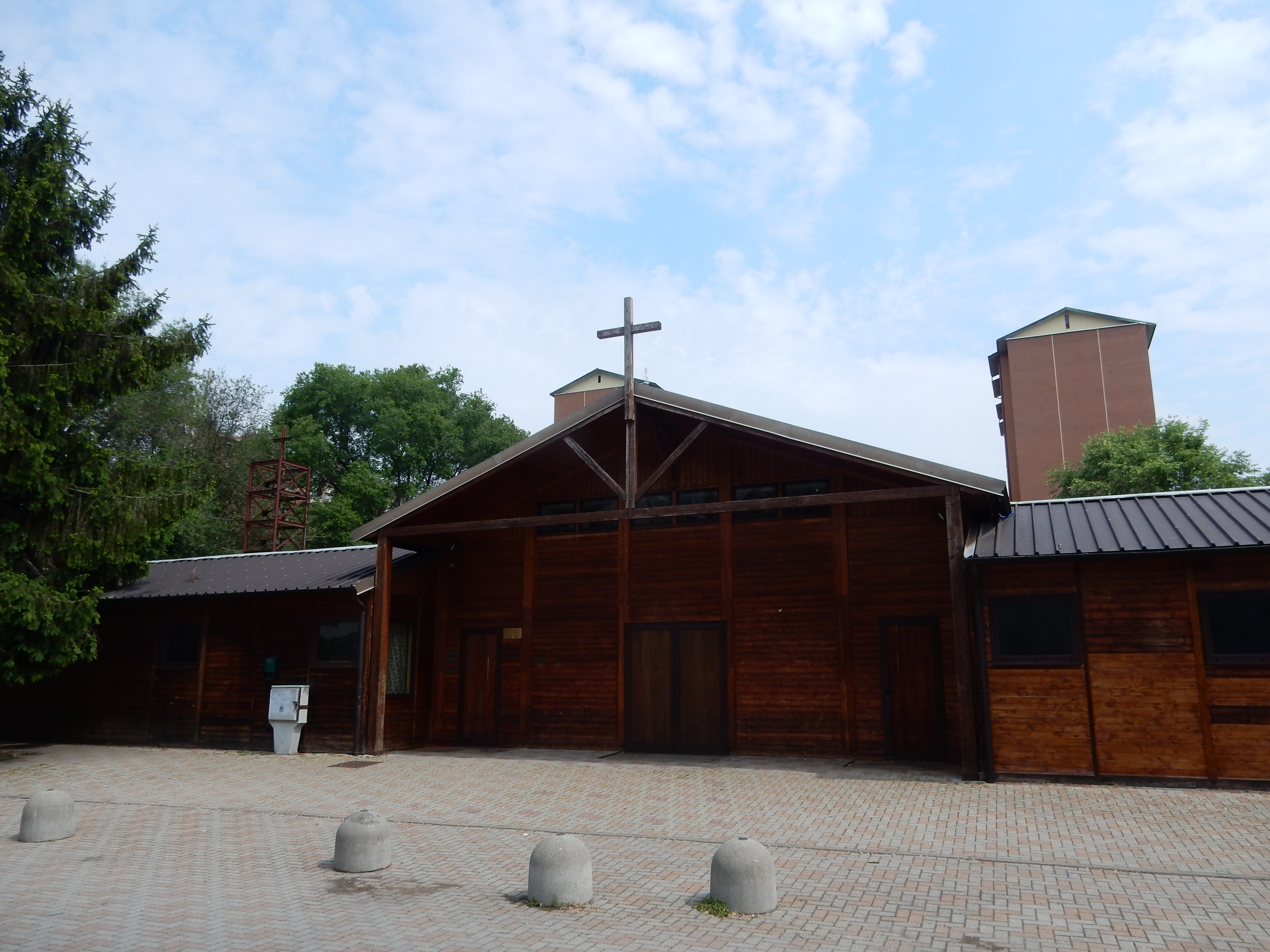
Chiesetta di legno in via Perosi
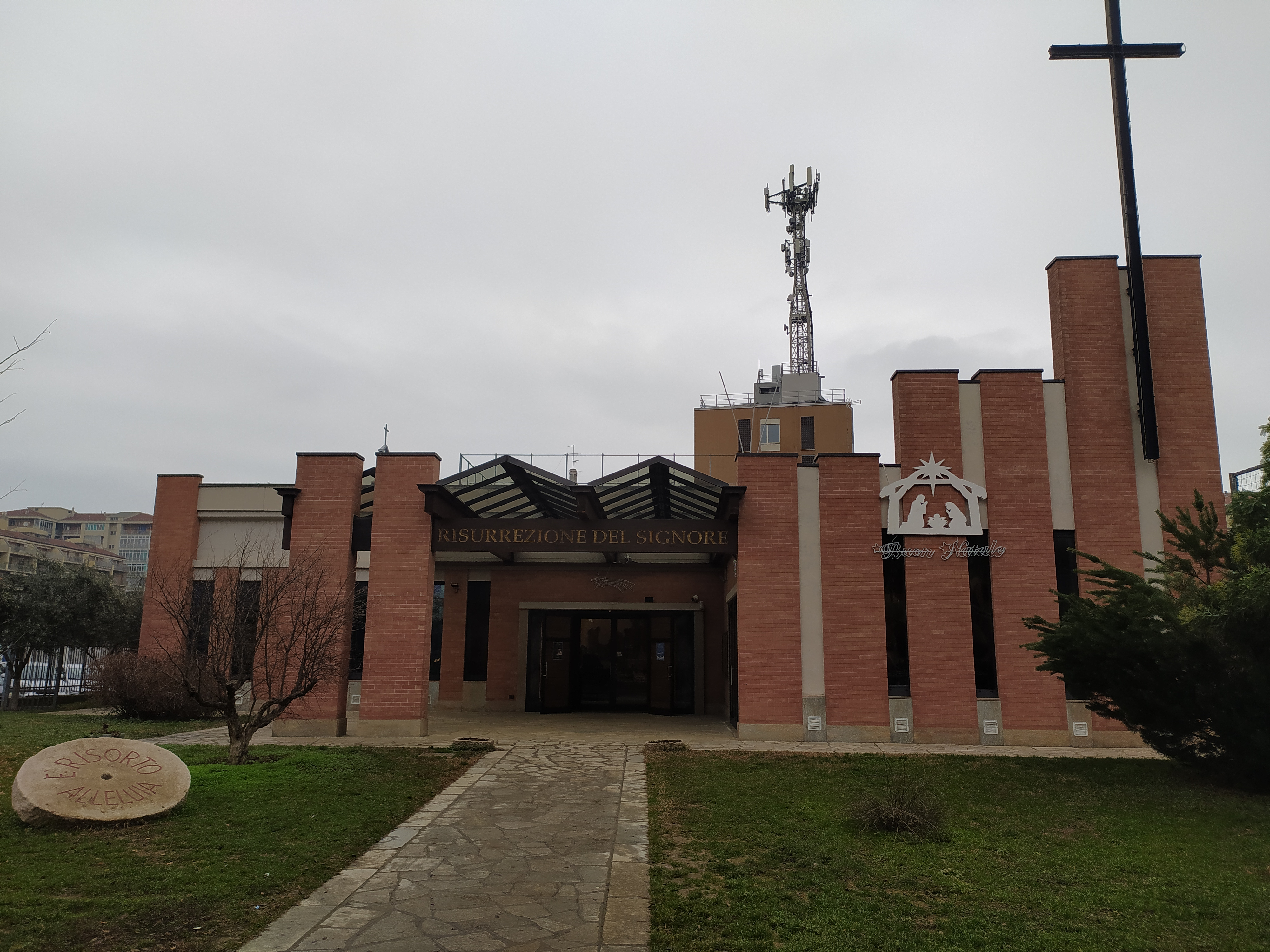
Chiesa Resurrezione in via Monterosa
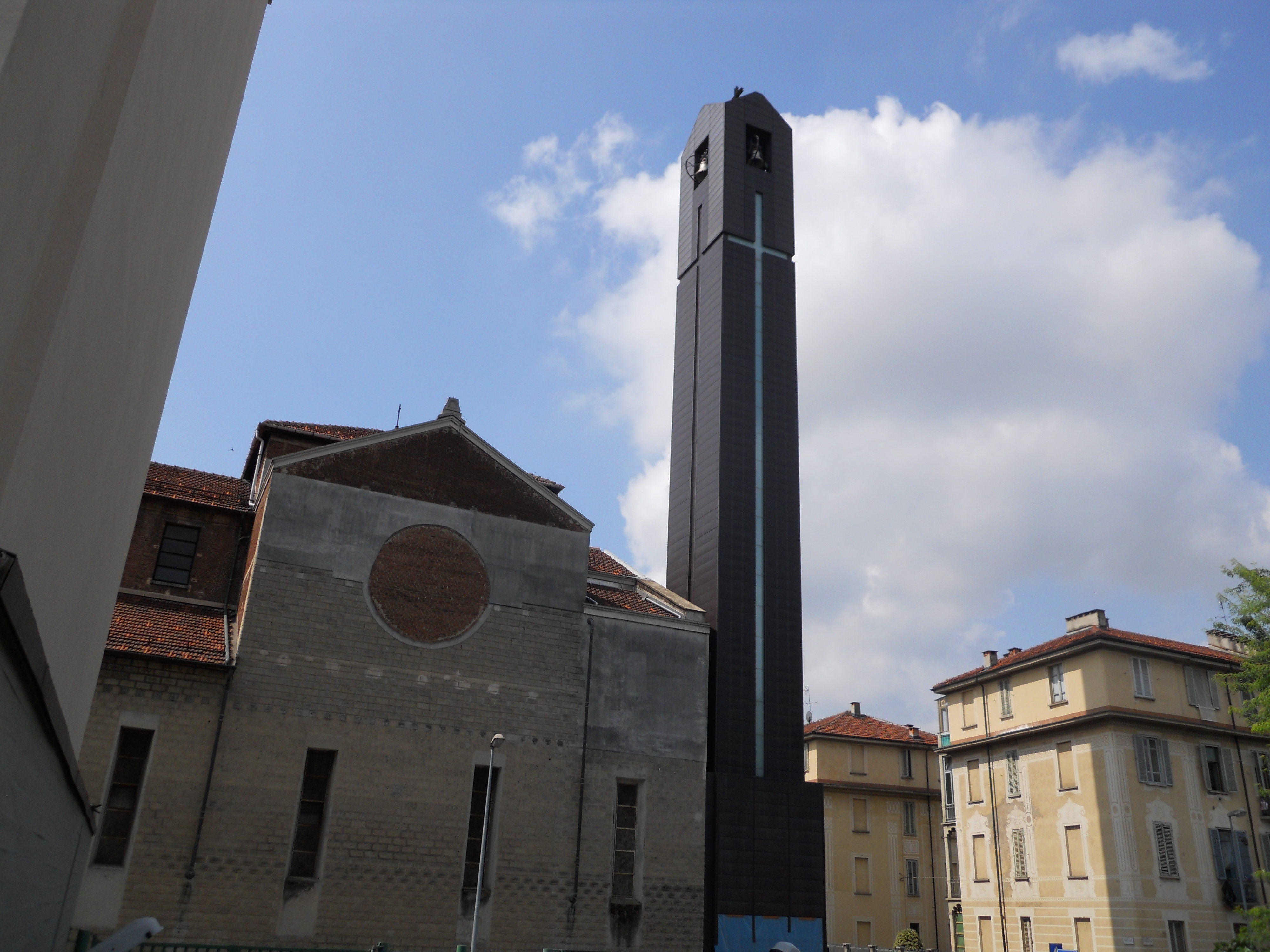
Campanile Chiesa Maria Speranza, costruito recentemente

## Altre vie e luoghi
- Altre vie di un certo interesse anche commerciale sono: via Luigi Cherubini, via Renato Martorelli, corso Palermo, via Saverio Mercadante e via Lauro Rossi, in una delle traverse della quale trova sede l'altra importante chiesa del quartiere, la chiesa intitolata a "Maria Speranza Nostra"

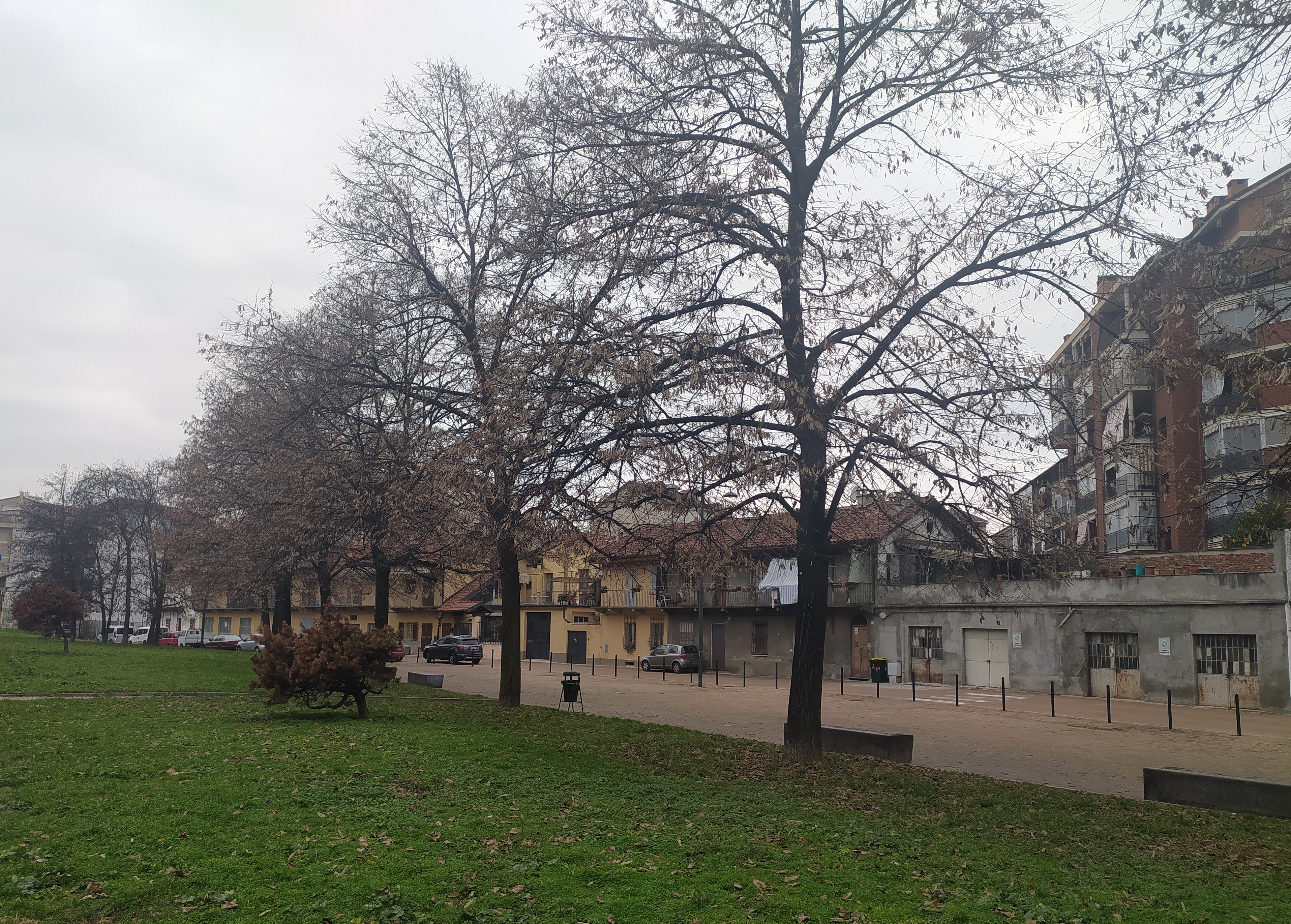
La zona delle case di Via Aosta

- In via Cherubini è presente ancora, seppur ristrutturata, parte della storica cascina "Bruné" che risale perlomeno al Seicento, in quanto è ben visibile nelle mappe dell'assedio di Torino del 1706 sotto il nome di Pietro Brunero. Nel 1706 la cascina viene occupata dai francesi e si trovava sulla linea di controvallazione che univa il Regio Parco, le cascine Gioia, Bruné, Benso, Violino, Marchesa, Scaravella. Viene poi citata dal Grossi nel 1790 come: "Il BRUNÉ : cascina con antico edificio del sig. Avvocato Bruné componente dieci membri civili con ampio giardino, ed una bella cappella, la campana della quale è superiormente a un grosso colombajo di detto edificio situato alla destra della strada di Chivasso, ed alla sinistra di quella che tende all'Abbazia di Stura vicino alla Gioja, lungi un miglio e mezzo da Torino".
Nel 1820 il Catasto Gatti la dichiara di proprietà di Gaspare Borla con i suoi circa 16 ettari di terreni; passa poi nel 1836 a Francesco Gallizio e subisce diversi passaggi ereditari e vari frazionamenti. Nei primi decenni del Novecento perde la sua funzione agricola e passa alla famiglia Pelassa, che la detiene fino all'ultima ristrutturazione abitativa del 2004[17]
- La cappella di cui parla il Grossi era un edificio barocco posto sulla via Paisiello, un tempo strada della Campagnetta, visibile in qualche foto d'annata, abbattuta nel 1968 per far posto a un basso fabbricato che ora ospita esercizi commerciali[17]
- Via Aosta: tra i numeri 101 e 147 esiste ancora oggi un nucleo di edifici di civile abitazione ed ex-botteghe artigiane, derivante da un nucleo extraurbano di formazione rurale, di forte valore ambientale e documentario, con relative aree di pertinenza a verde, costituenti una integrazione storico-ambientale. Il nucleo si è formato dopo il primo Novecento lungo la antica Strada delle Maddalene, che dalla Barriera dell'Abbadia portava alla Borgata del Regio Parco[17]

## Aree verdi
Nonostante la passata fama di zona grigia e industriale e nonostante la massiccia edificazione degli anni cinquanta e sessanta, il quartiere è attualmente ricco di molte aree verdi, alcuni attrezzate con giochi per bambini, frutto di una politica di profonda ristrutturazione e riqualificazione da parte del Comune negli ultimi quindici anni:
- Parco Sempione: sorge a 100 metri dall'importante snodo veicolare di piazza Rebaudengo (oggi considerata dal comune di Torino la zona più inquinata dell'intera città a causa dell'elevato numero di auto che vi transitano), è sede di polisportive e di un'importante piscina olimpionica allo scoperto, utilizzabile d'estate. Il parco è attualmente occupato in parte dal cantiere del Passante Ferroviario di Torino: in particolare, all'interno del parco, è stata realizzata la stazione interrata Torino Rebaudengo

- Parco Aurelio Peccei, inaugurato il 31 maggio 2015 dal Sindaco di Torino, sorto sull'ampia area ex-industriale della Spina 4, una volta sede degli stabilimenti "Iveco Trail" e compresa tra via Cigna, via Valprato ed il passante ferroviario, con soluzioni tecnologiche e di ambientazione architettonica molto innovative[19]
- Area verde denominata "La scarpa turca", inaugurata il 27 gennaio 2017 lungo la Spina 4, in via Cigna angolo via Cervino, dalla caratteristica forma simbolica a rappresentazione di tutti i migranti e di chi cammina verso un nuovo futuro[20]
- Area DELTA, in via Cigna, che prende il nome dalla Ditta bresciana che doveva edificare un capannone industriale e servizi commerciali nel 1973, ma che dopo una lunga lotta del Comitato di quartiere ed un tormentato percorso giudiziario, nell'ottobre 1976 fu destinata ad area verde alberata di ben 20000 m².[21]
- Giardino alberato con platani e frassini, con giochi per bambini e pista da pattinaggio su rotelle, sito in Largo Sempione di fronte all'Ospedale San Giovanni Bosco, che è stato dedicato dal Comune di Torino, durante una celebrazione tenutasi il 14 marzo 2008, a Peppino Impastato, ucciso dalla mafia il 9 maggio 1978
- Area verde, tra via Cimarosa e via Cruto, che è stata intitolata a metà degli anni '70 a San Domenico Savio
- Giardini tra via Cherubini e via Cimarosa, di circa 6000 m², con annessa area giochi, sovrastante un parcheggio interrato, ancora senza intitolazione
- Giardini alberati "Ambrosio", tra la via omonima e via Pastrone
- Giardini tra via Ghedini e via Moncrivello, con piccola area giochi
- Area verde lungo Corso Taranto, con spazio giochi, campo di pallacanestro e pista ciclabile che congiunge il Parco Colletta a Piazza Rebaudengo
- Area nelle immediate adiacenze del Liceo "Albert Einstein", inaugurata il 6 giugno 2014, con panchine e tavoli[22]
- Giardini di Padre Pio, tra le vie Tollegno, Ponchielli e Paganini, con statua di Padre Pio da Pietrelcina, installata da privato negli anni ottanta ed oggetto di intensa devozione popolare
- Piazzale Croce Rossa, di circa 7000 m², con aceri giapponesi, tigli, frassini ed ippocastani, già presente dalla fine degli anni cinquanta
- Area verde tra via Bologna e via Paolo Ferrari, prima intitolata al ciclista Cesare Facciani in data 28 maggio 2015[23], ma successivamente dedicata al politico Giorgio Amendola in data 22 settembre 2017, con contorno di inevitabili polemiche[24]
- Giardino di piazza Bottesini, con presenza di platani orientali e tigli, ristrutturato e riqualificato nel 2012, con piccolo monumento "Ai caduti di tutte le guerre"
- "Clessidra" di largo Giulio Cesare, spazio residuale decisamente riqualificato nel 2014, con messa in posa di panchine in pietra ed illuminazione pubblica a forma di "abat-jour"
- Giardini di via Montanaro, già presenti dagli anni cinquanta, ma profondamente riqualificati nel 2014, con demolizione di un distributore di benzina prima presente ed inaugurazione nuova area giochi il 14 aprile 2015

- Nel maggio 2016 hanno avuto avvio i lavori di demolizione dell'ex scalo merci Vanchiglia[7], ma a fine 2024 non si è cominciato a costruire nulla di quanto progettato. A fine novembre 2018 è stato tuttavia eseguito un radicale intervento dentro tutto il "Trincerone"[8], ad opera della società astigiana Regio Parco (proprietaria del terreno), dove ogni forma di flora è stata abbattuta in modo indiscriminato a colpi di ruspa e di motosega. A giugno 2019[9] permangono invece tutti i rifiuti che non sono stati ancora raccolti a distanza di mesi dall'opera di distruzione: perciò quello che si doveva urgentemente togliere è per ora rimasto, mentre gli alberi che si sarebbero eventualmente dovuti abbattere tra diversi anni non ci sono più. Analogamente i muri, realizzati non molti anni fa per impedire l'accesso sotto i ponti alla malavita, sono stati abbattuti per fare passare le ruspe e le loro macerie rimangono in bella vista, senza che nessuna opera di una loro ricostruzione si sia vista all'inizio del 2025, nonostante le sollecitazioni dei cittadini e della Circoscrizione[25]

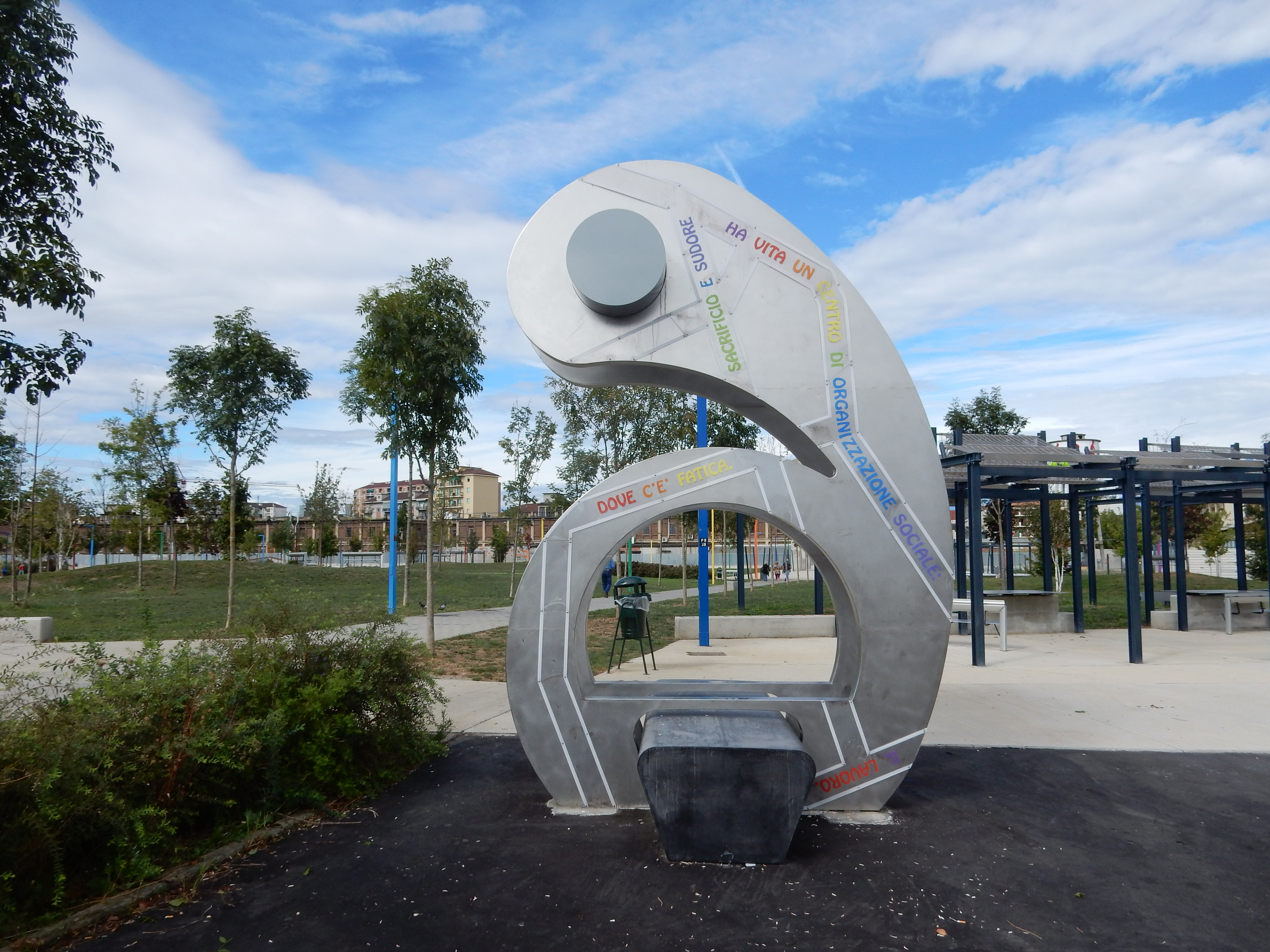
Ingresso Parco Peccei
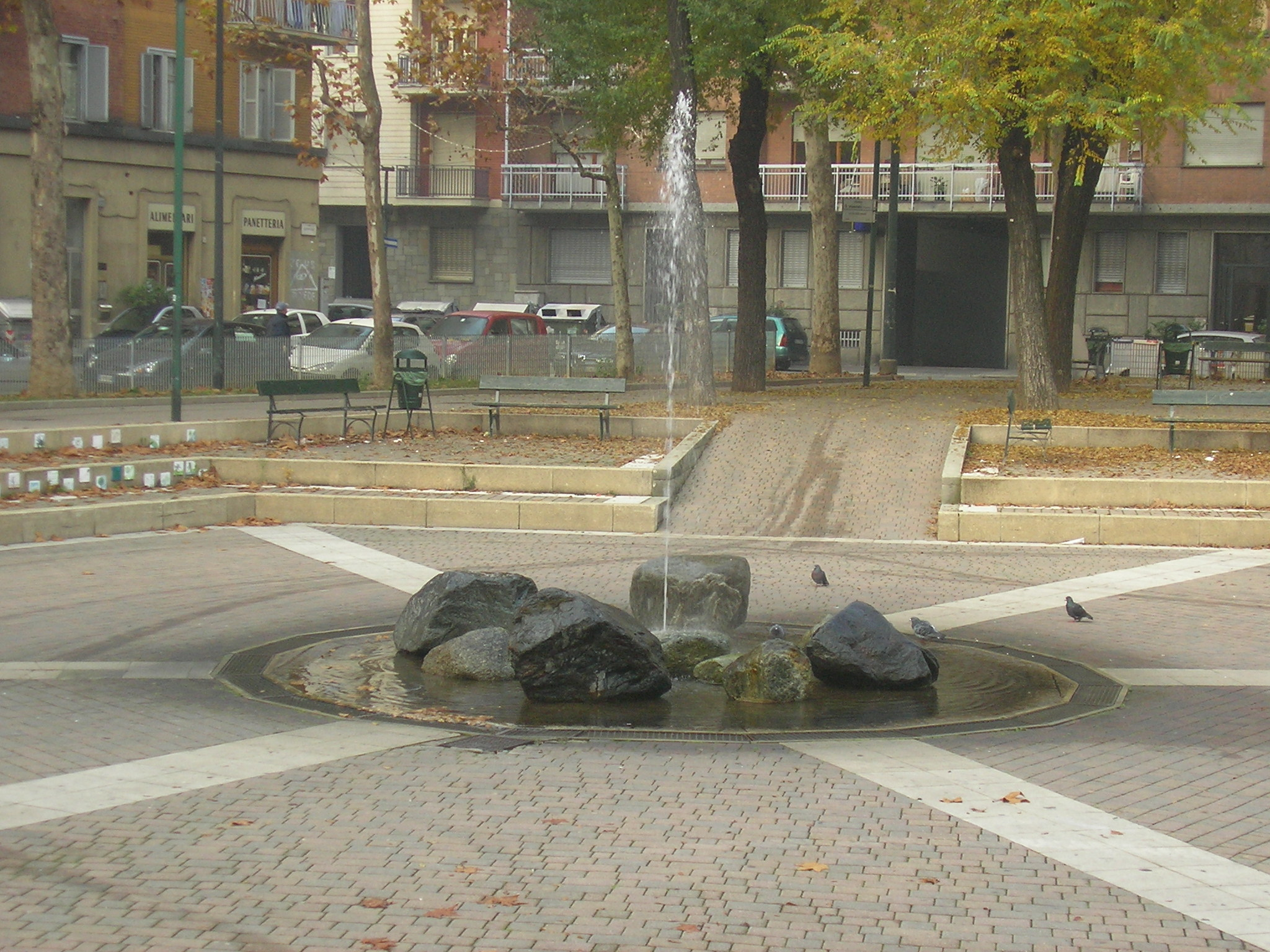
Fontana in Largo Sempione nel giardino "Peppino Impastato", oggi non più funzionante
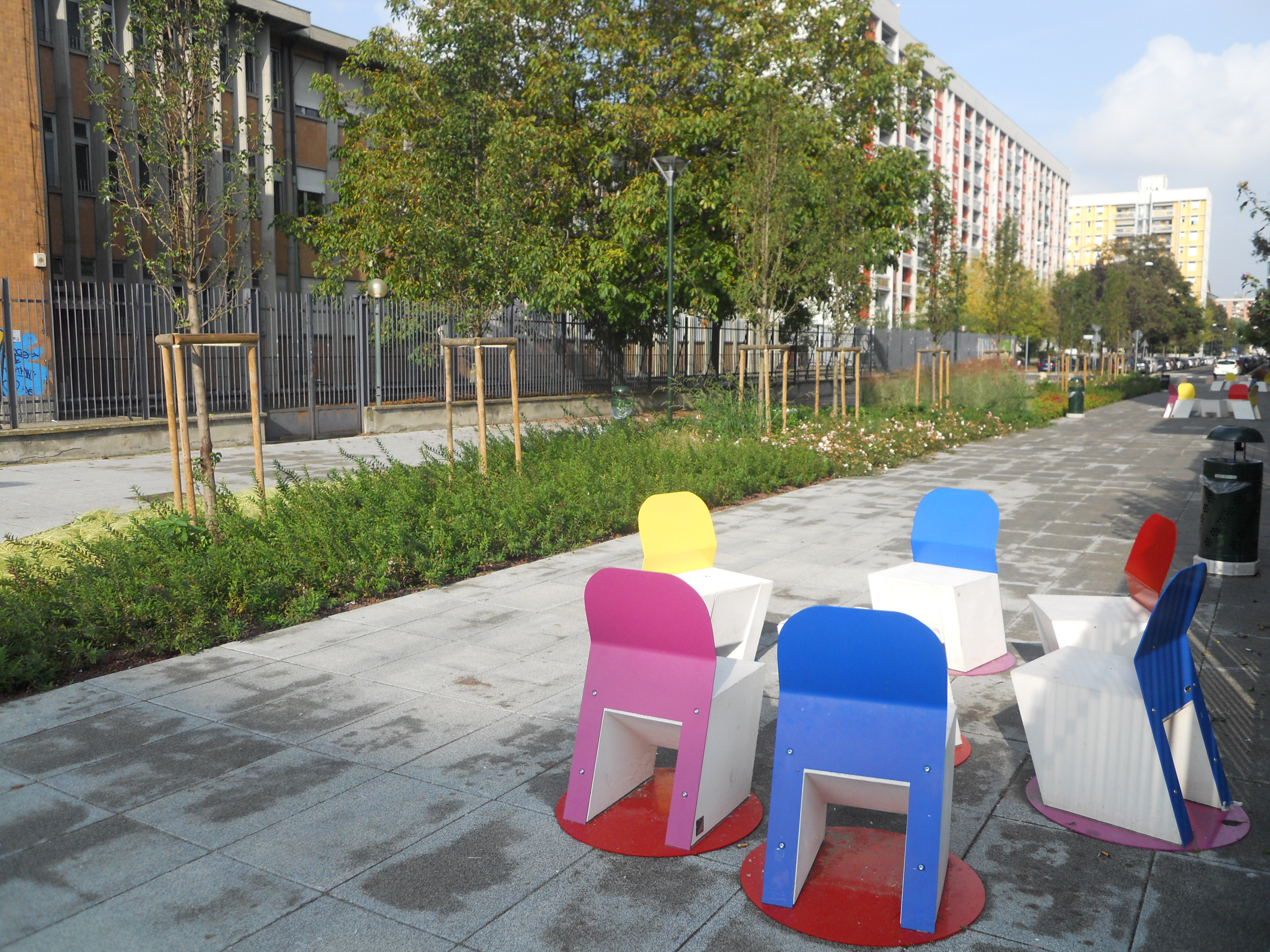
Panchine giardino del Liceo Einstein
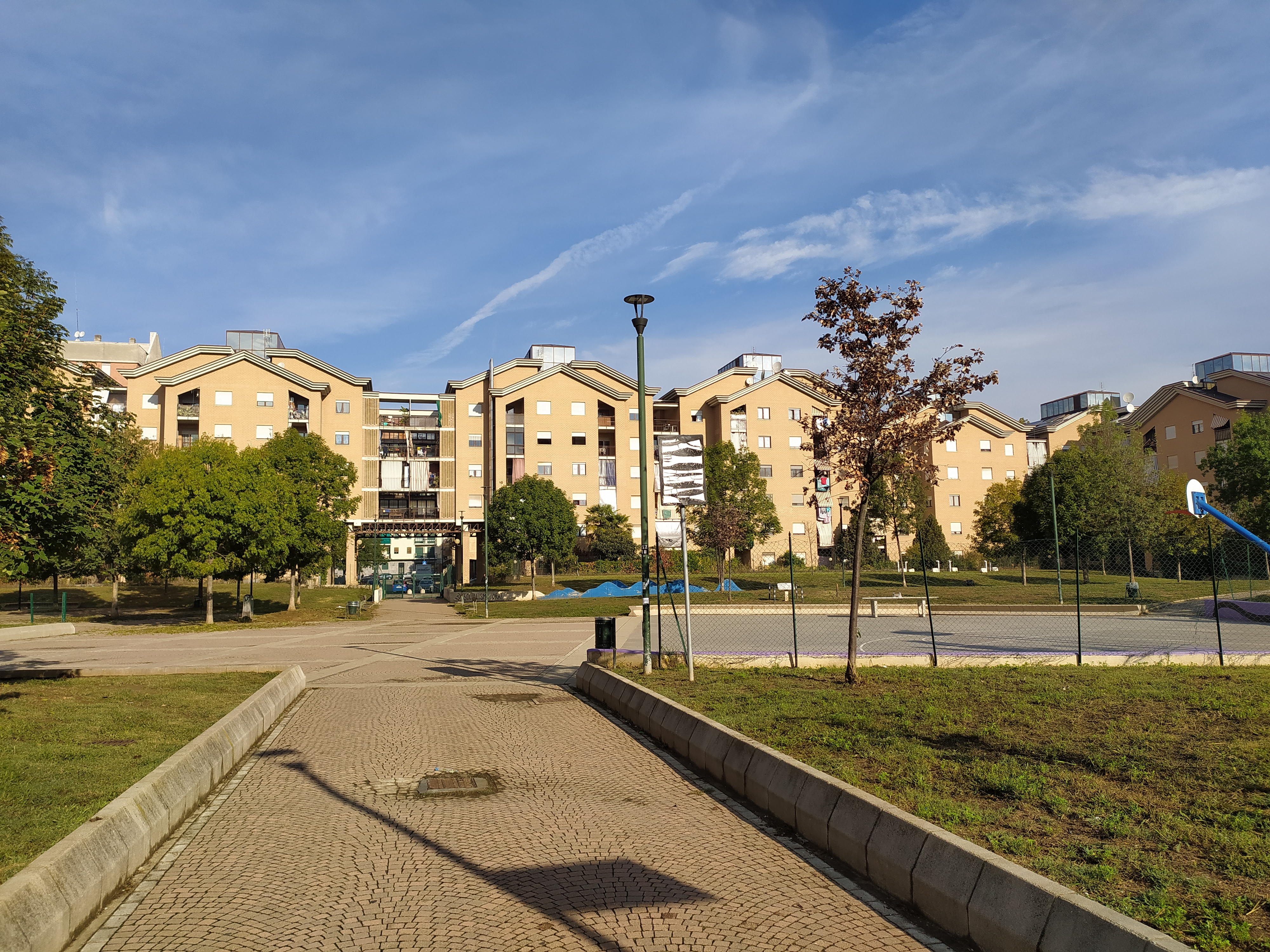
Giardino Giuseppe Saragat
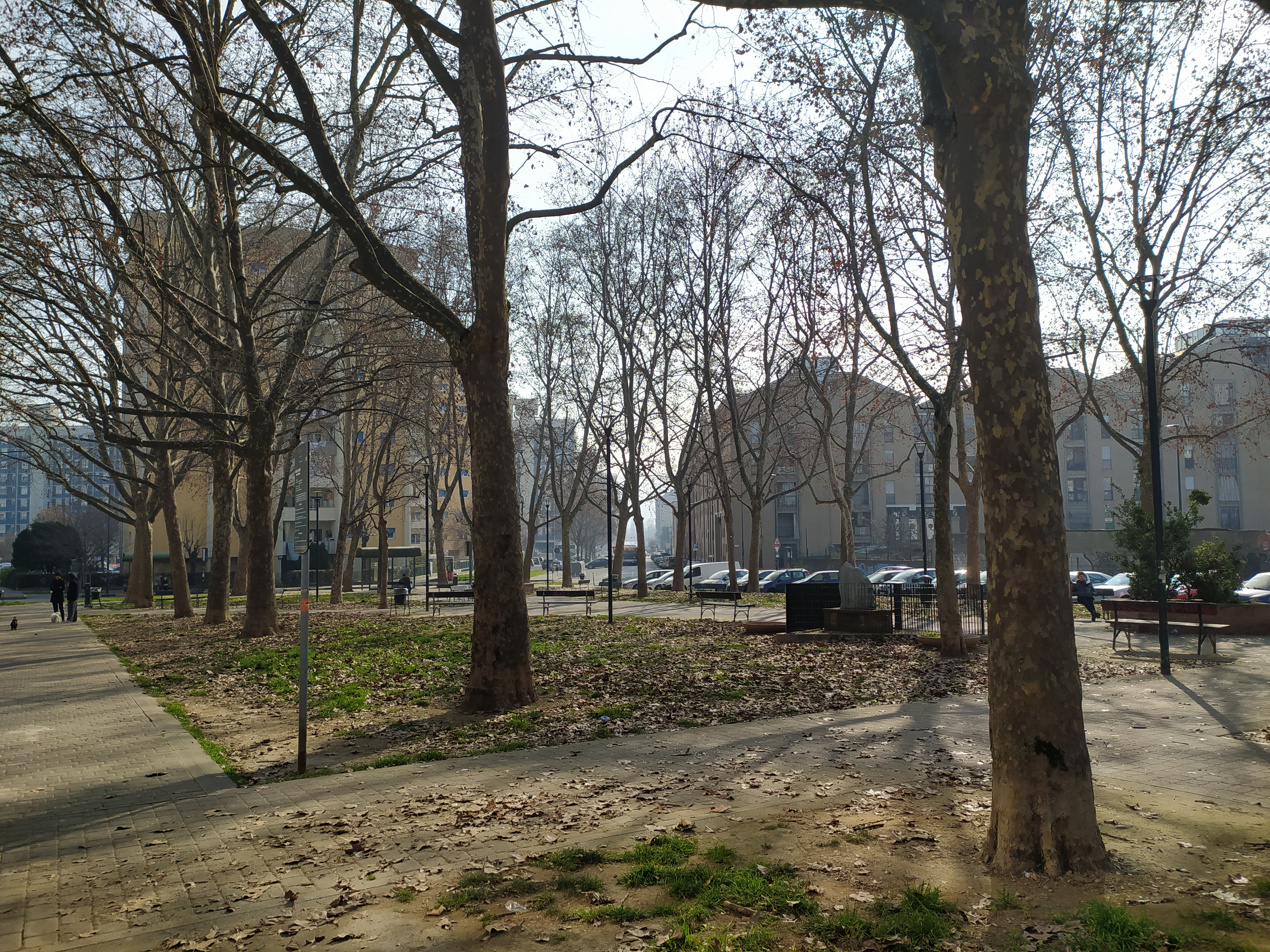
Area verde in Piazza Bottesini
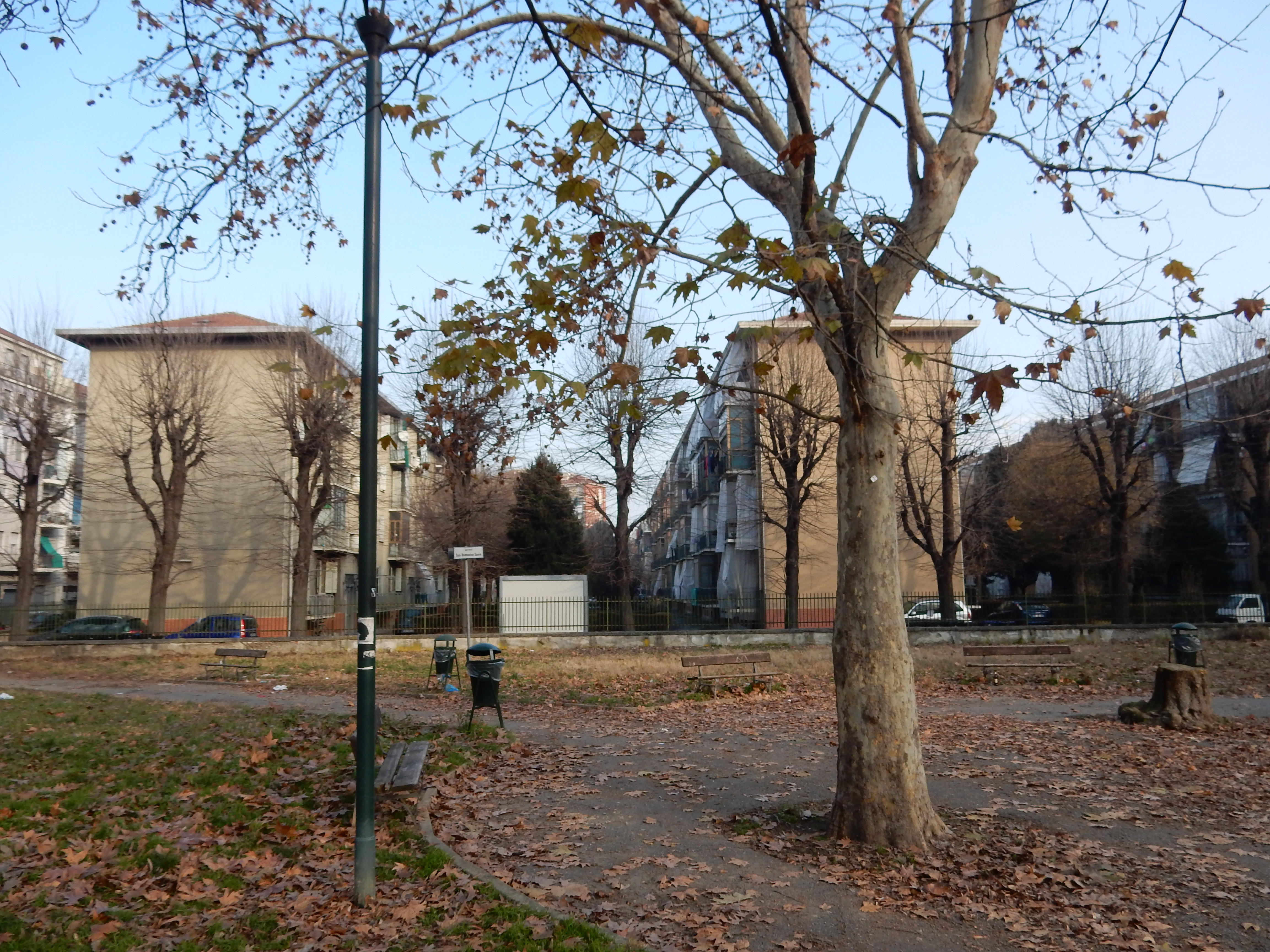
Giardino San Domenico Savio
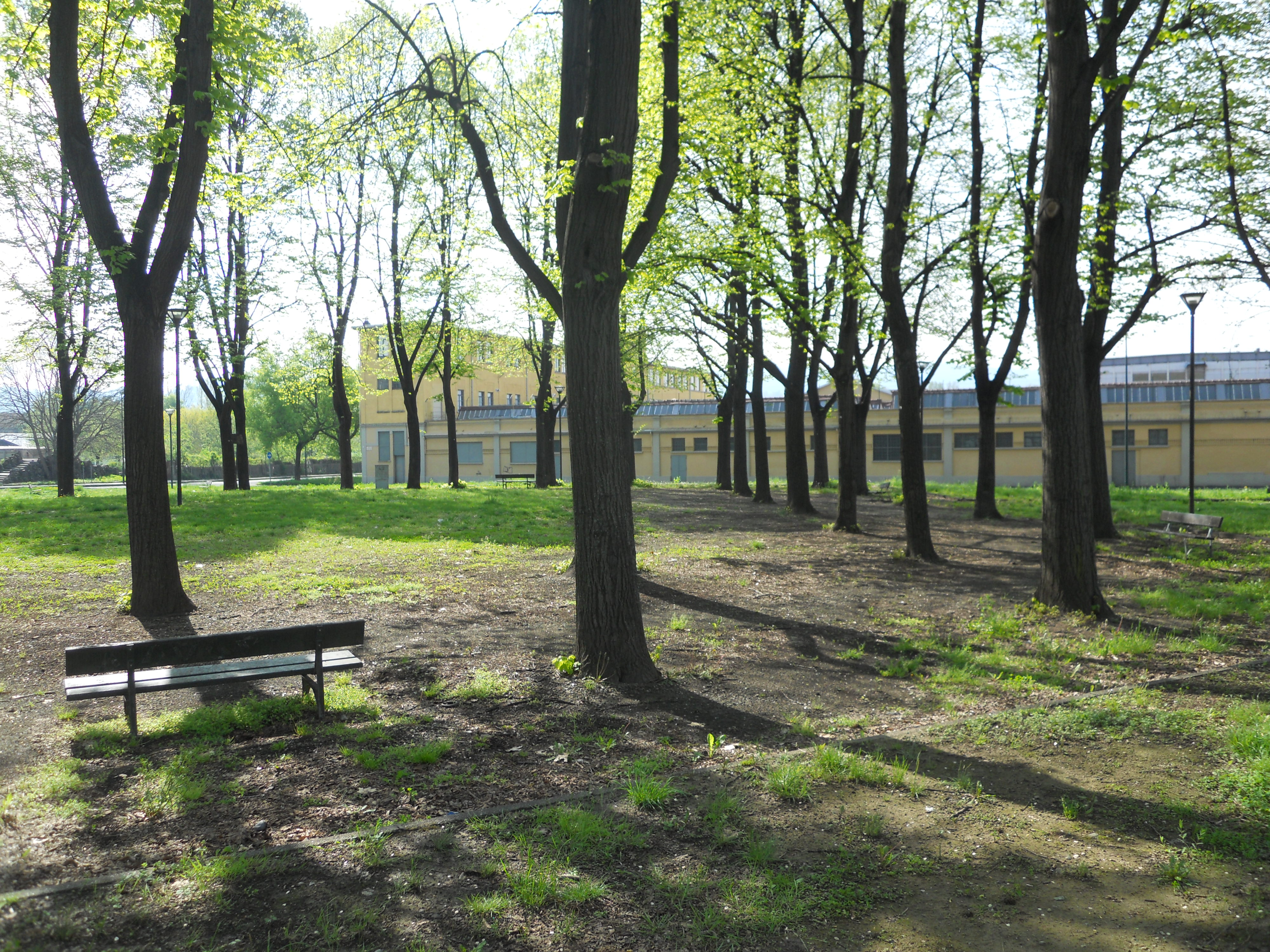
Giardini Piazzale Croce Rossa
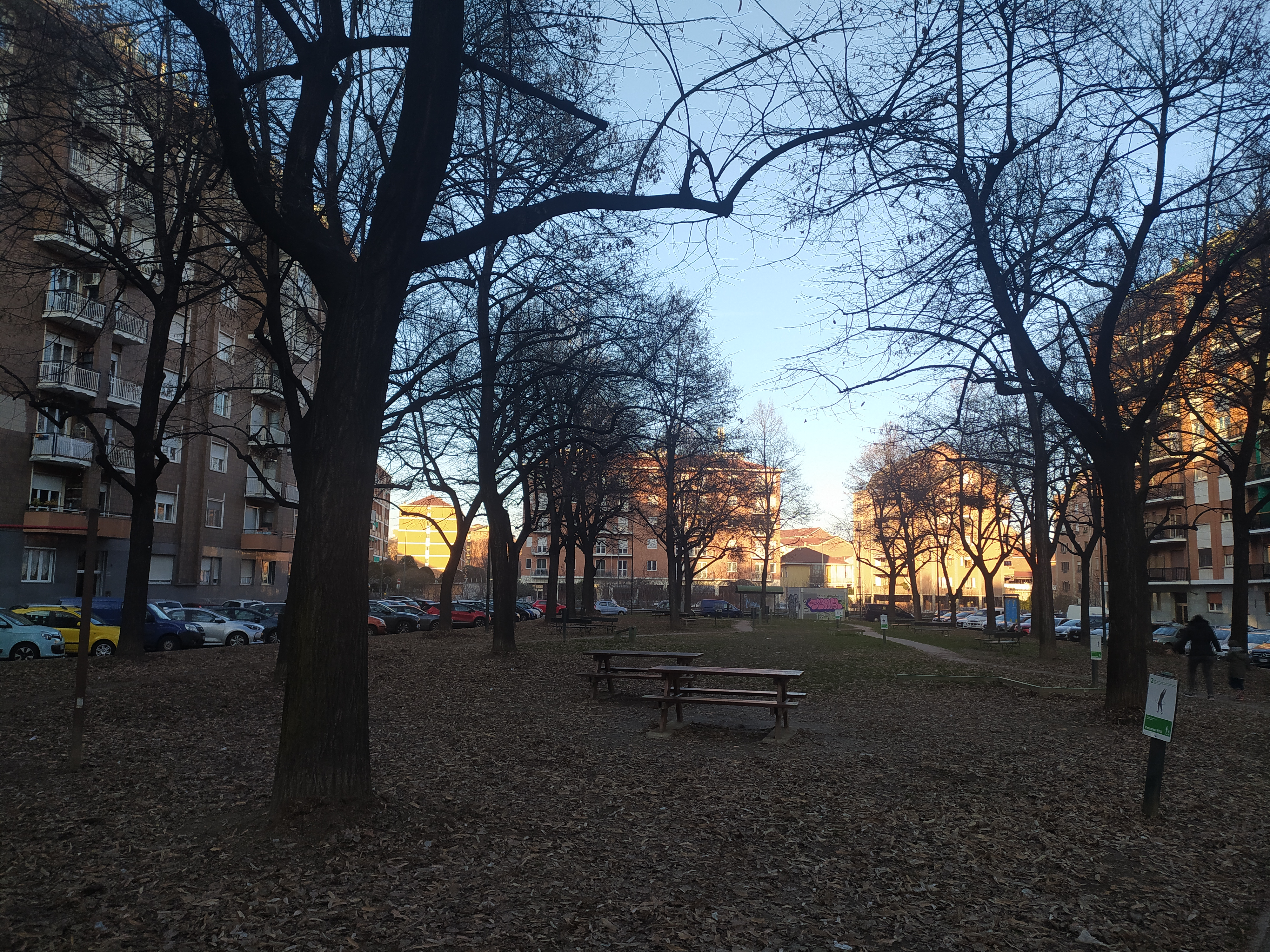
Veduta invernale Giardino Ambrosio
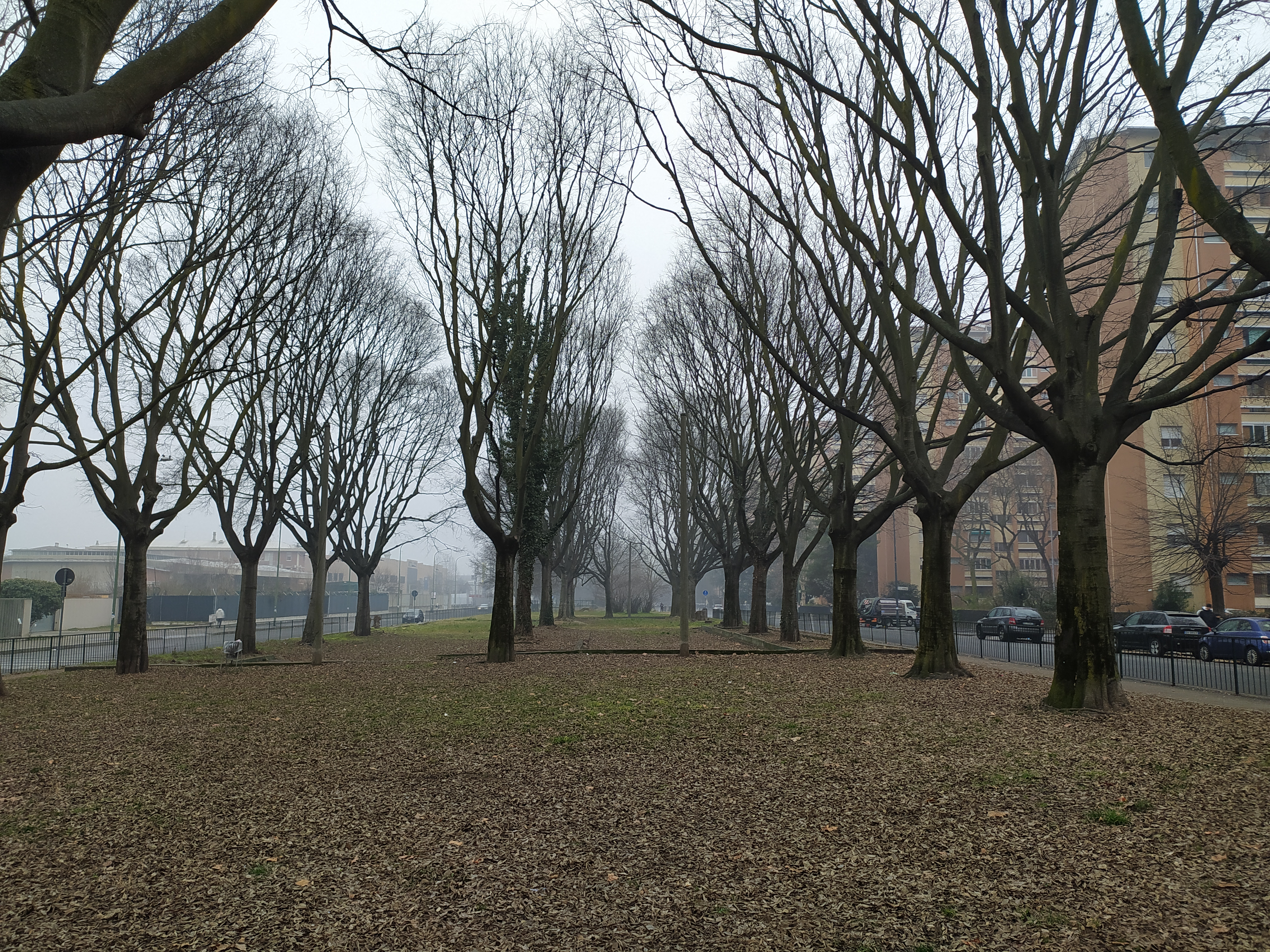
Area verde di Corso Taranto con pista ciclabile
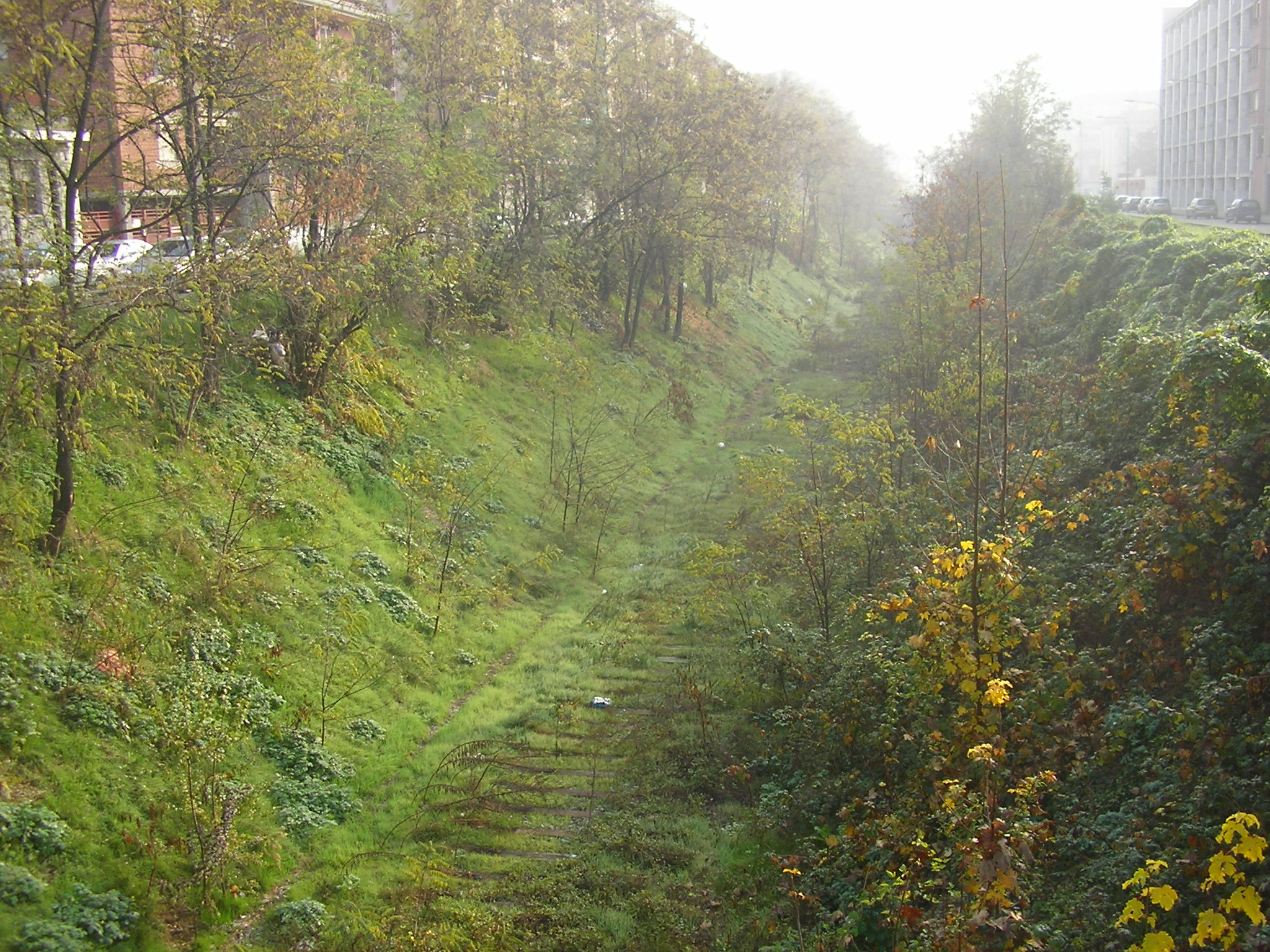
Il trincerone ferroviario in Via Sempione, ora in disuso

## Il quartiere dei musicisti
La scelta di intitolare molte vie e piazze, spesso adiacenti tra loro, a musicisti e compositori classici italiani, ha dato origine a un contesto toponomastico molto particolare all'interno della "Barriera" e della città di Torino:
1. Franco Alfano
2. Giovenale Ancina
3. Luigi Boccherini
4. Domenico Cimarosa
5. Arrigo Boito
6. Giovanni Bottesini (piazza)
7. Alfredo Casella
8. Luigi Cherubini
9. Francesco Cilea
10. Arcangelo Corelli
11. Muzio Clementi
12. Giovanni Cravero
13. Giovanni Pierluigi da Palestrina
14. Jacopo Foroni
15. Girolamo Frescobaldi
16. Giorgio Federico Ghedini
17. Umberto Giordano
18. Ruggero Leoncavallo
19. Pietro Mascagni
20. Saverio Mercadante
21. Claudio Monteverdi
22. Giovanni Pacini
23. Niccolò Paganini
24. Giovanni Paisiello
25. Giovanni Battista Pergolesi
26. Lorenzo Perosi
27. Errico Petrella
28. Amilcare Ponchielli
29. Nicola Porpora
30. Giacomo Puccini
31. Gaetano Pugnani
32. Ottorino Respighi (piazza)
33. Lauro Rossi
34. Alessandro Scarlatti
35. Leone Sinigaglia
36. Gaspare Spontini
37. Giuseppe Tartini
38. Arturo Toscanini, direttore d'orchestra
39. Antonio Vivaldi
40. Riccardo Zandonai
41. Francesco Tamagno, tenore
42. Giovanna Astrua (vicolo), soprano

## Scuole e istruzione

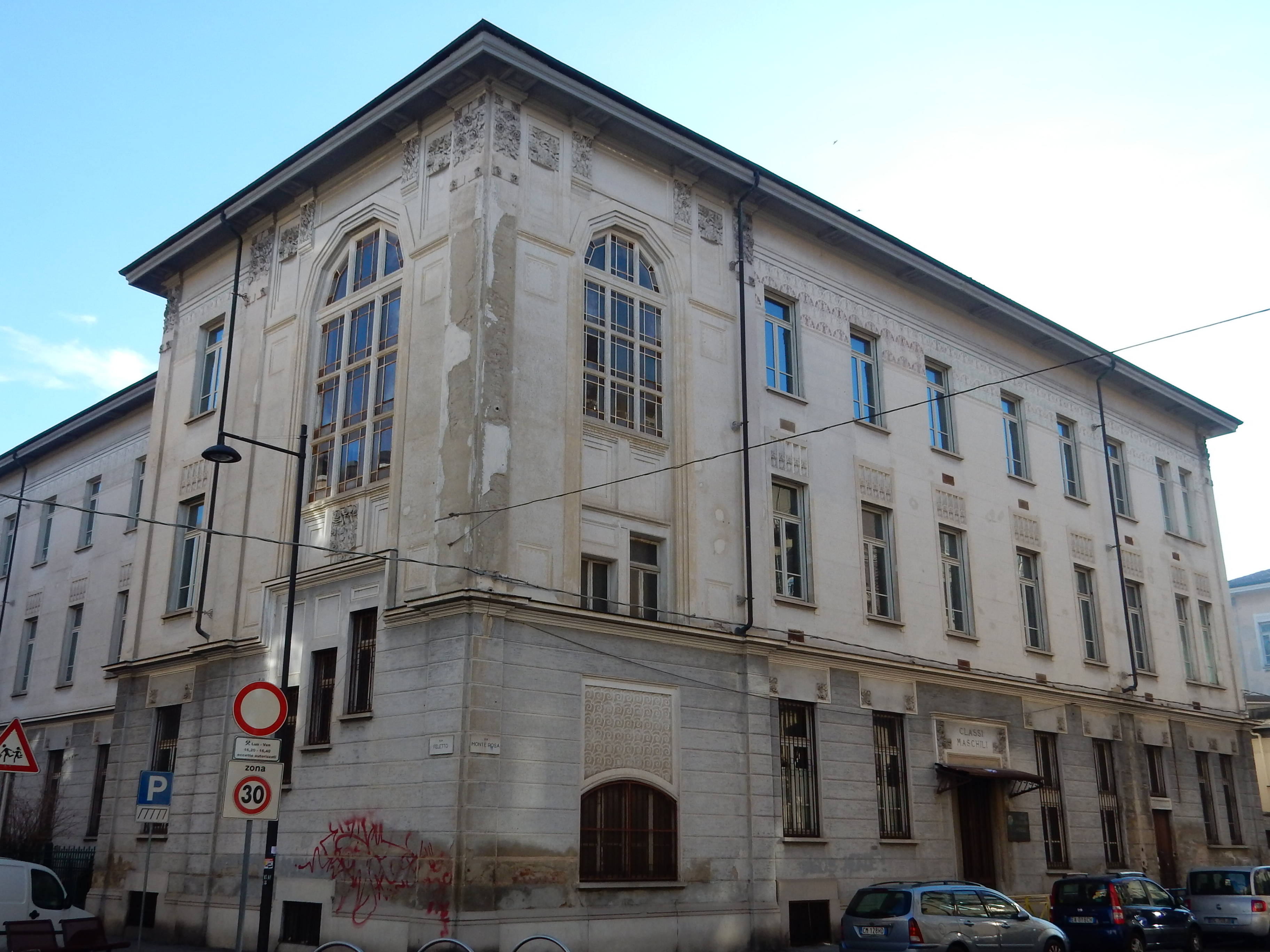
Facciata Scuola Gabelli

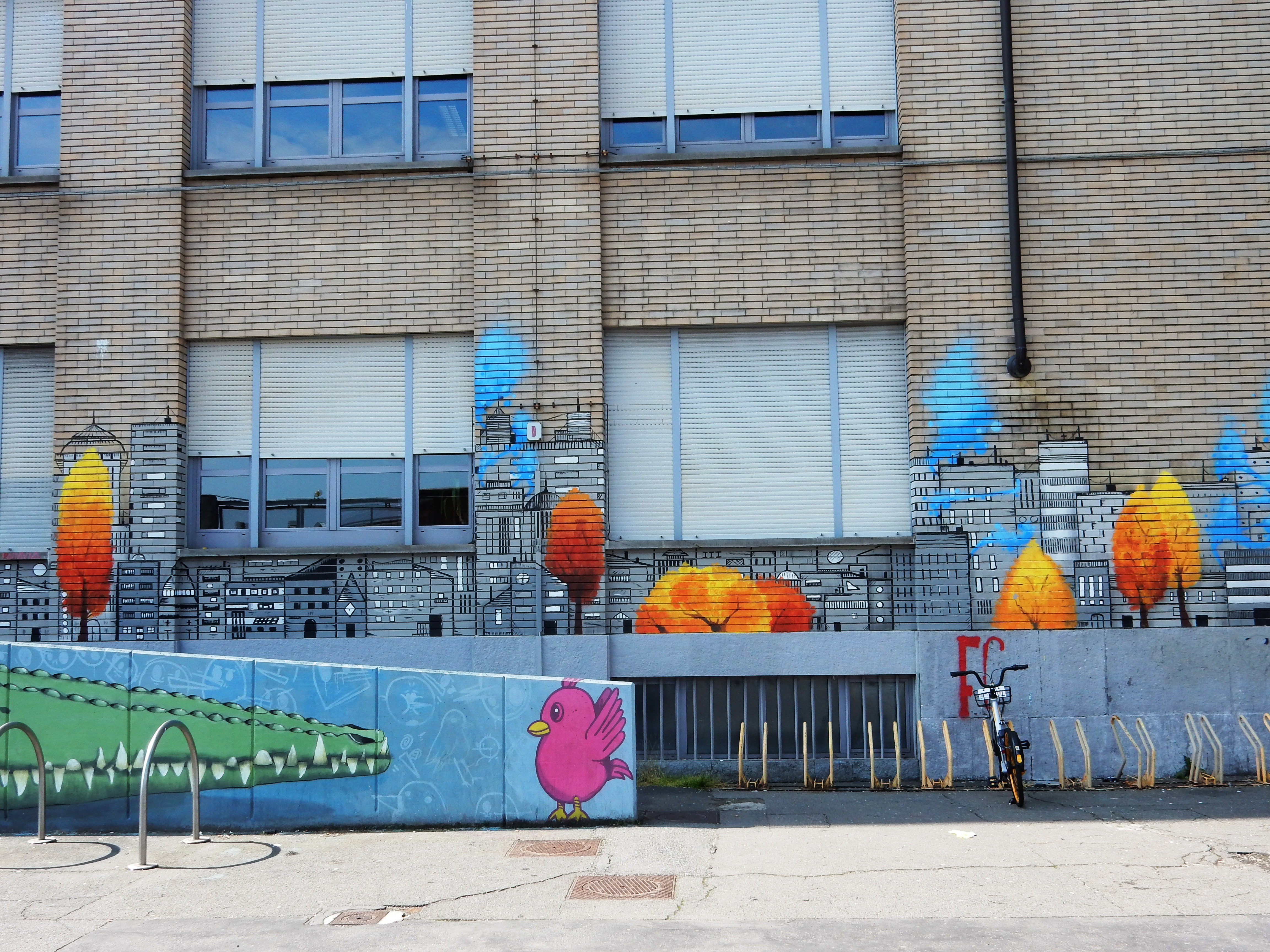
Facciata Istituto "Bodoni-Paravia", con intervento di "Street Art"

- La prima scuola materna fu costruita nel 1890 in via Cervino ed intitolata a Tommaso di Savoia[26]
- Negli anni dal 1904 al 1906 fu costruita la prima scuola Elementare nel quartiere, tra le vie Banfo e Cervino, intitolata a Pestalozzi, su progetto dell'Ing. Scanagatta, per conto del comune di Torino, ancora oggi esistente e funzionante
- Dal 1915 è presente e funzionante tuttora la scuola Elementare Aristide Gabelli, denominata inizialmente "Monterosa", dal nome del quartiere circostante[27]
- Il Liceo Scientifico Statale intitolato ad Albert Einstein è presente dal 1972 in via Pacini con alcune succursali sempre in Barriera di Milano
- L'Istituto Tecnico Professionale "Bodoni Paravia" si trova in via Amilcare Ponchielli. Nel 1960 viene inaugurata la sede di Via Ponchielli. Nel 1983 la scuola modifica i suoi programmi di insegnamento per il settore grafico nell’ambito del progetto sperimentale denominato TEMT (Tecnografia, Editoria Multimediale, Telematica). Nel 1994 lo stesso Ministero, accogliendo le ipotesi della sperimentazione del piano nazionale per l’informatica, decreta la modifica del piano di studi del biennio. Dal 1997 l’I.P.S.I.A. "G. Vigliardi Paravia" fa parte dell’"I.I.S. Bodoni" mentre dall’anno scolastico 2001-2002 le due scuole sono anche fisicamente insieme nell’edificio di via Ponchielli

## Il quartiere nel cinema, nei libri e nella musica
- Nel romanzo "Piove all'insù" di Luca Rastello, uscito nel 2006, vengono citate le case popolari di via Bologna angolo via Cimarosa ed i suoi abitanti, zona conosciuta con il soprannome popolare di "Shanghai".
- Il quartiere e le sue vie sono spunto ed ambientazione dei romanzi "La sfuriata di Bet" (2011) e "Il panico quotidiano" (2013) di Christian Frascella, nonché protagonista sociale e di ambiente nelle indagini del personaggio dell'investigatore Cuntrera nei libri "Fa troppo freddo per morire" del giugno 2018, "Il delitto ha le gambe corte" dell'aprile 2019 e "L'assassino ci vede benissimo. La lunga notte di Contrera" del 2020.
- Nel film Esterina (1959) di Carlo Lizzani alcune scene sono state girate in Piazza Crispi ed all'inizio di Corso Vigevano; inoltre l'arrivo della protagonista in città inquadra molti palazzi di Corso Giulio Cesare, allora in costruzione.
- Nel film Torino nera (1972) di Carlo Lizzani alcune scene sono state girate in via Bologna, sul ponte che scavalca il trincerone ferroviario lungo via Sempione, allora in funzione ed ora in completo disuso.
- Nel 2023, il gruppo musicale torinese Trio Marciano, formato da Vito "Dottor Lo Sapio" Miccolis, Mao "Mao" Gurlino (entrambi cresciuti nel quartiere) e Vincenzo "Rosko" Mesiti, pubblica l’EP "Trilogy", composto da tre canzoni omaggio al quartiere di Barriera di Milano.

## Museo Ettore Fico

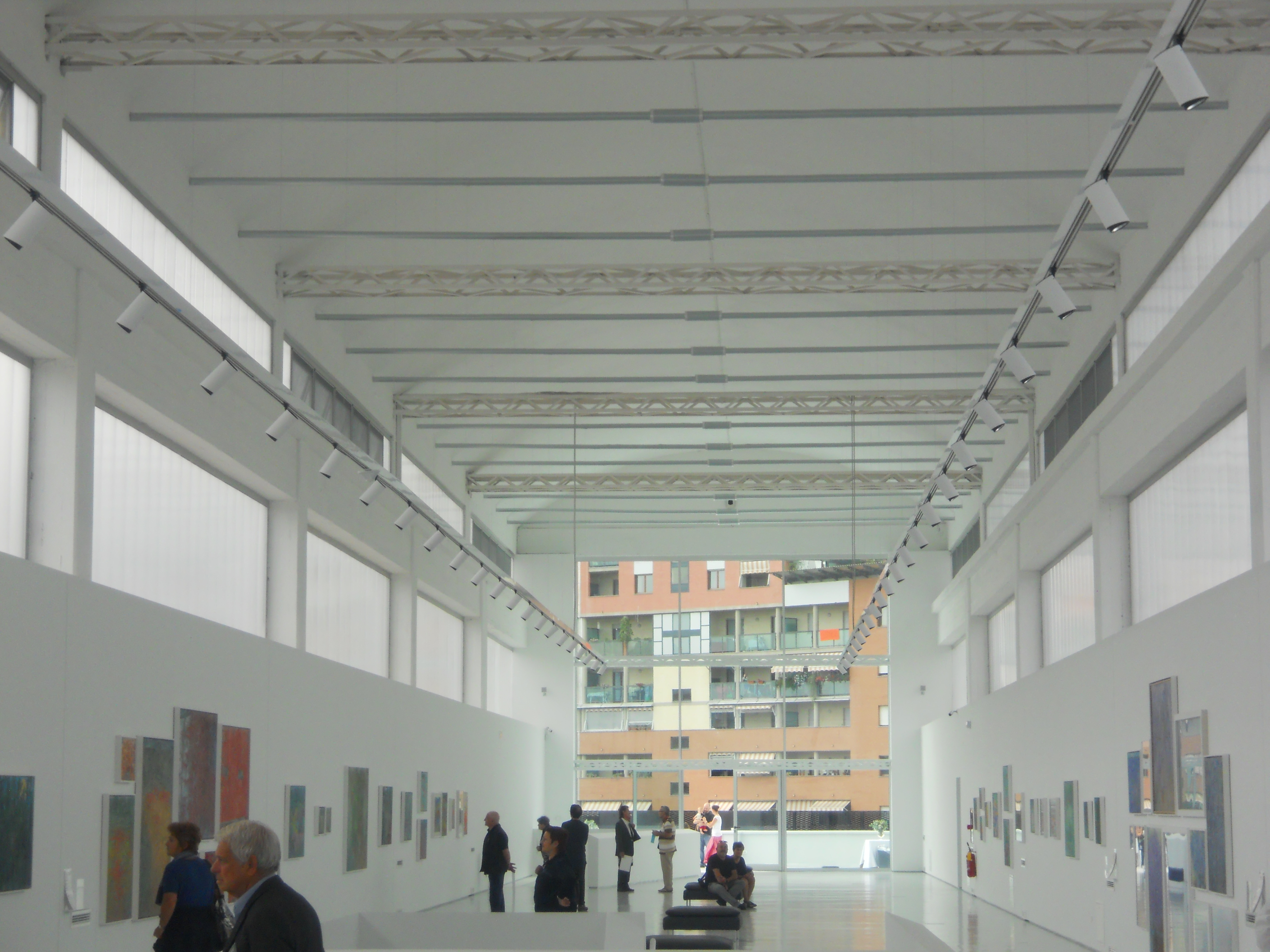
Sala esposizione del MEF

Museo dedicato alle opere del pittore biellese Ettore Fico (Piatto, 1917 - Torino, 2004), è situato in via Cigna 114 e nasce dalla ristrutturazione e riconversione di uno stabilimento industriale, già di proprietà della SICME, ad opera dello studio di architettura di Alex Cepernich.
Il MEF è stato ufficialmente inaugurato ufficialmente e aperto al pubblico il 14 settembre 2014 e premiato nel giugno 2015 nel concorso "Architetture rivelate".

## SICME
La SICME (Società Industriale Costruzioni Meccaniche ed Elettriche) nacque nel 1955, specializzata nella costruzione di macchine per la smaltatura di fili di rame e si trasferisce nel 1965 in questa costruzione, all'interno di un quartiere a rapido sviluppo industriale, acquistando lo stabilimento già di proprietà della INCET (Industria Nazionale Cavi Elettrici Torino), disegnato nel 1955 dall'ingegner Aldo Marini.

Il complesso industriale si trovava in prossimità degli stabilimenti della Fiat Grandi Motori e di fronte alla SIMA, ovvero la Sezione Industrie Metallurgiche e Acciaierie, che faceva anch'essa capo alla FIAT, nonché al complesso dei Docks Torino Dora in via Valprato.

L'azienda apparteneva alla famiglia Accati e al suo interno ha lavorato per alcuni anni Primo Levi, come chimico. Nel 1968 la fabbrica conosce un importante ampliamento dei locali, allo scopo di adeguare la propria struttura alle maggiori richieste dei mercati nazionali e internazionali: viene quindi costruita la grande navata con imponenti vetrate alle estremità, elemento che sarà caratterizzante dell'intero complesso industriale.
All'inizio degli anni duemila la SICME conosce una grave crisi finanziaria e nei primi giorni di novembre del 2004 viene presentata istanza di fallimento.

Per i centoventi operai dell'azienda inizia un periodo di scioperi, occupazioni degli impianti e proteste (con episodi dimostrativi di incatenamento ai cancelli), seguiti dagli sgomberi da parte della polizia.

A seguito dell'esito dell'asta giudiziaria, avverrà il trasferimento dei macchinari nella sede di Druento dell'attuale "SICME-Italia Impianti" in cui sono confluite due distinte fabbriche, mentre la vecchia sede di via Cigna viene ceduta a un'impresa edilizia.

Dall'anno 2009, l'edificio è stato interessato da profonda ristrutturazione ed adeguamento funzionale per rivestire una nuova destinazione d'uso.

## Street Artin Barriera
A seguito di un concorso d'idee svoltosi nella primavera 2014, il "Comitato Urban Barriera" ha lanciato il progetto B-ART per la riqualificazione di tredici pareti vuote di palazzi privati e di edifici pubblici, attraverso la realizzazione di grandi "murales", che contenessero un filo comune di collegamento.

Nel luglio 2014 si è svolta la votazione finale sugli elaborati pervenuti da parte di una giuria mista di esperti e di cittadini del quartiere, da cui è risultato vincitore il progetto artistico del pugliese Francesco Camillo Giorgino, in arte MILLO, il quale da settembre 2014 ha iniziato la realizzazione dei grandi "murales" sui muri prescelti, con uso prevalente del bianco e nero ed alcune macchie di colore. Le tredici realizzazioni sono state tutte completate nel gennaio 2015.
Dal 2012 opera in Barriera l'artista visivo Alessandro Bulgini con i progetti B.A.R.L.U.I.G.I. - ora terminato - e "Opera Viva". È visibile in Piazza Derna l'opera realizzata in collaborazione con gli Assessorati alla Cultura e allo Sport della Città di Torino e con il Museo Ettore Fico, inaugurata nel settembre 2015. 

A settembre 2017 è stata installata un'opera fotografica temporanea di Fabrizio Bellomo in forma di cartellone gigante nella piazza Bottesini, in ricordo della massiccia immigrazione nel quartiere negli anni sessanta proveniente da Cerignola.
Le serrande del Circolo Culturale Antonio Banfo sono state decorate da una serie di artisti torinesi e italiani grazie al progetto Serrande d'Artista della curatrice Togaci; Togaci ha dato il via, sempre al Circolo Banfo, al progetto Street View Art Gallery : sulle vetrine del centro culturale vengono allestite periodicamente mostre d'arte fruibili da tutti, anche dai passanti.

## Galleria d'immagini

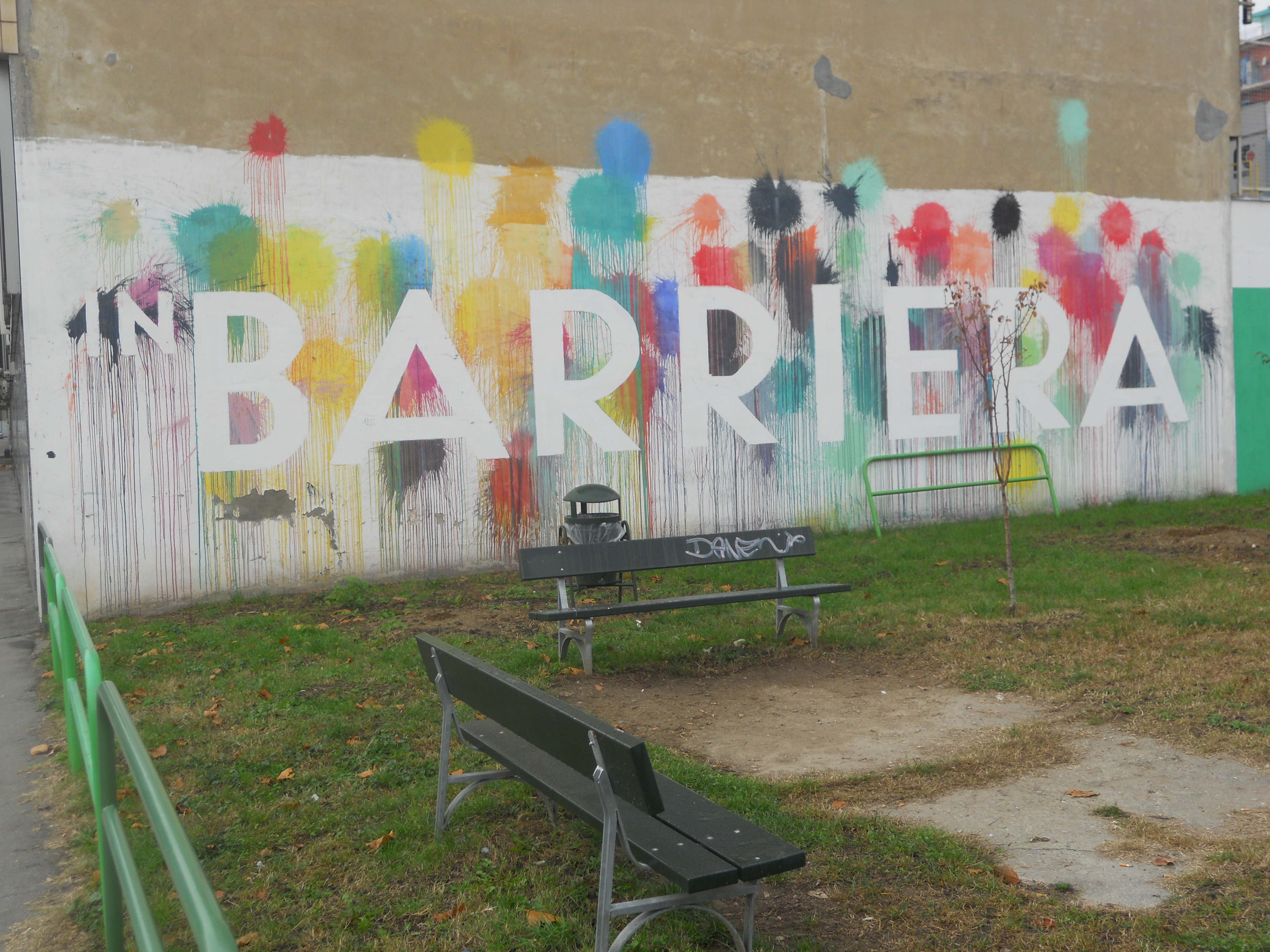
Street Art in Barriera
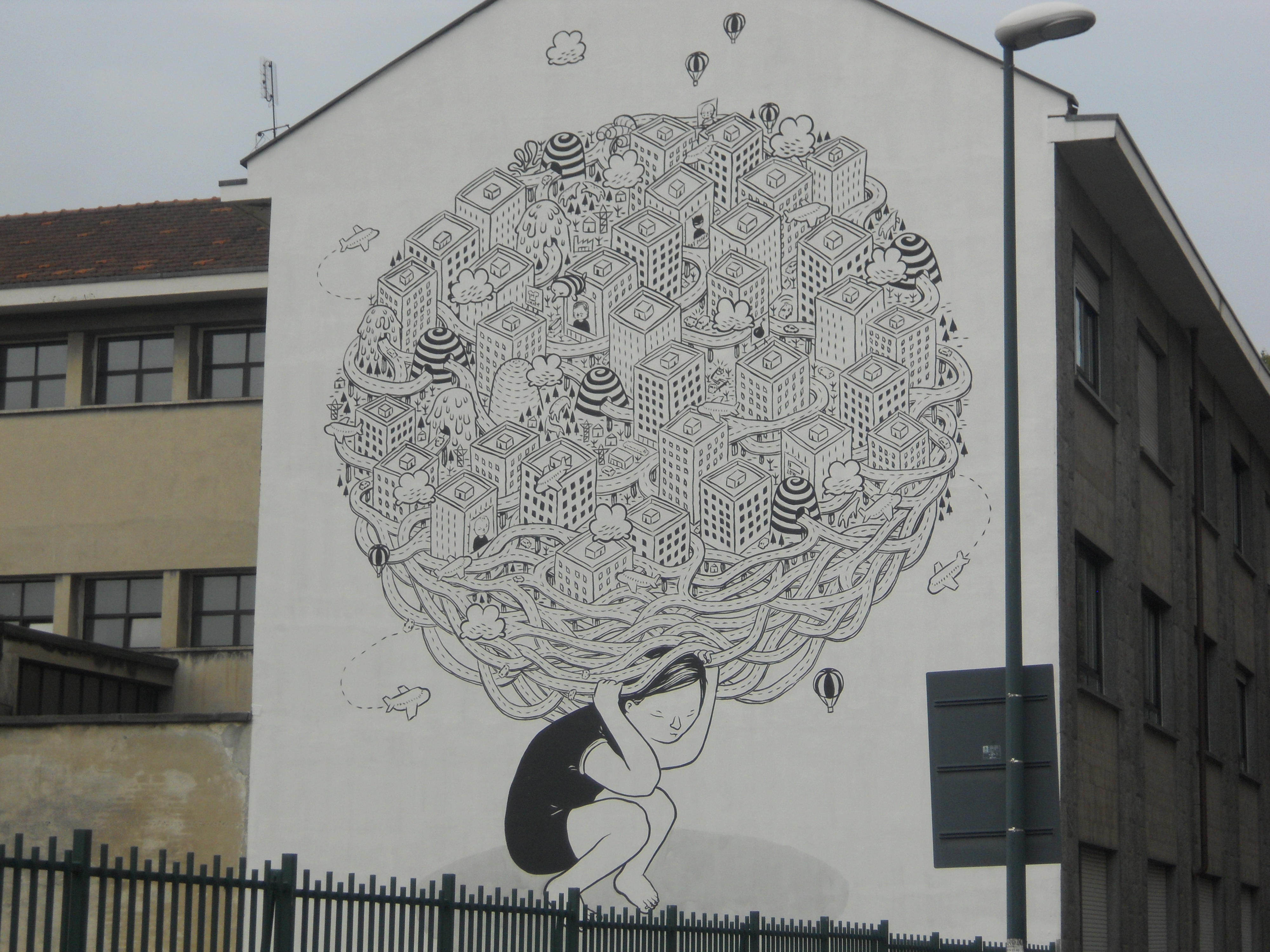
Murales in Corso Novara
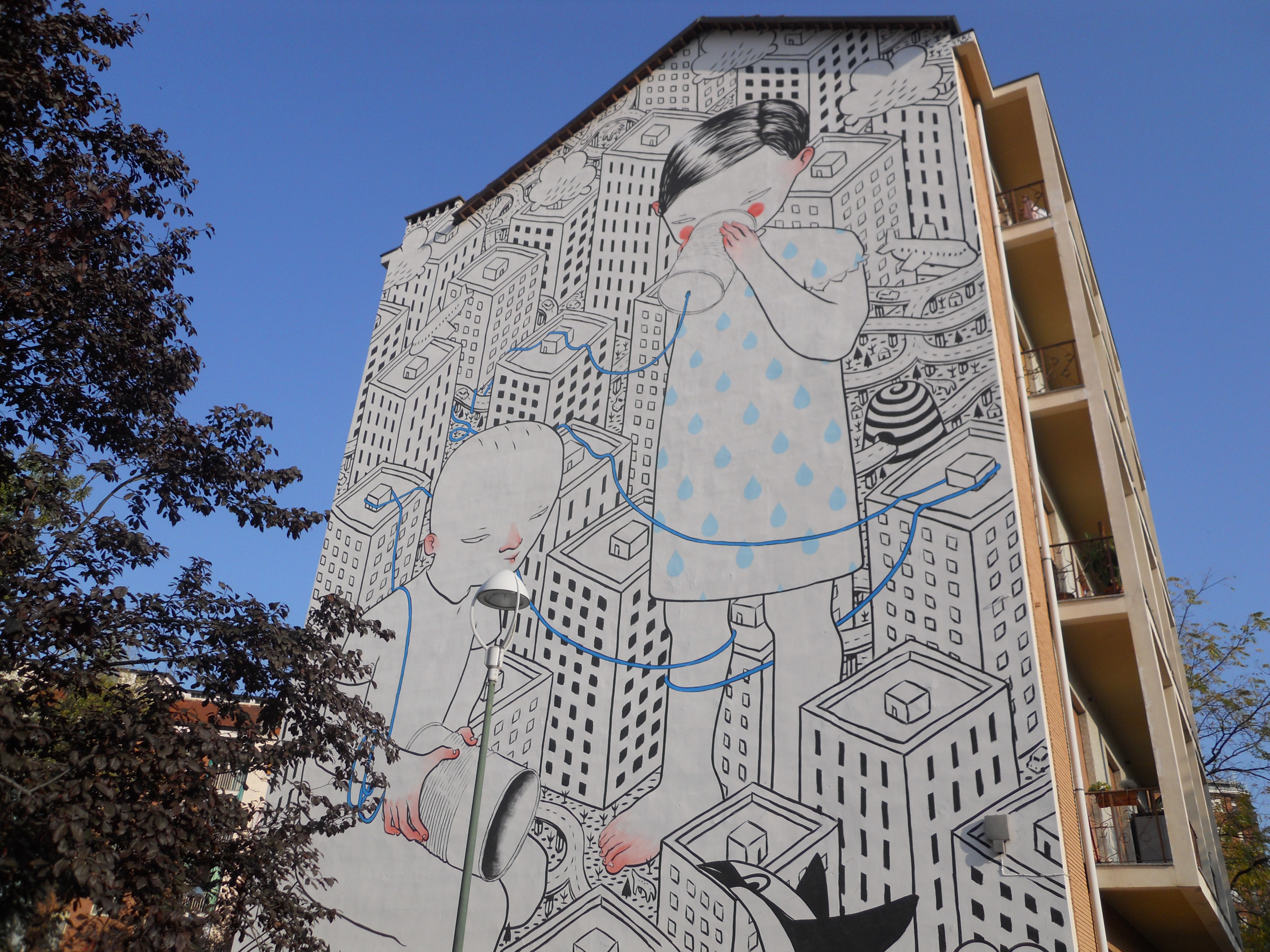
Murales nei giardini di Piazza Augusto Rostagni
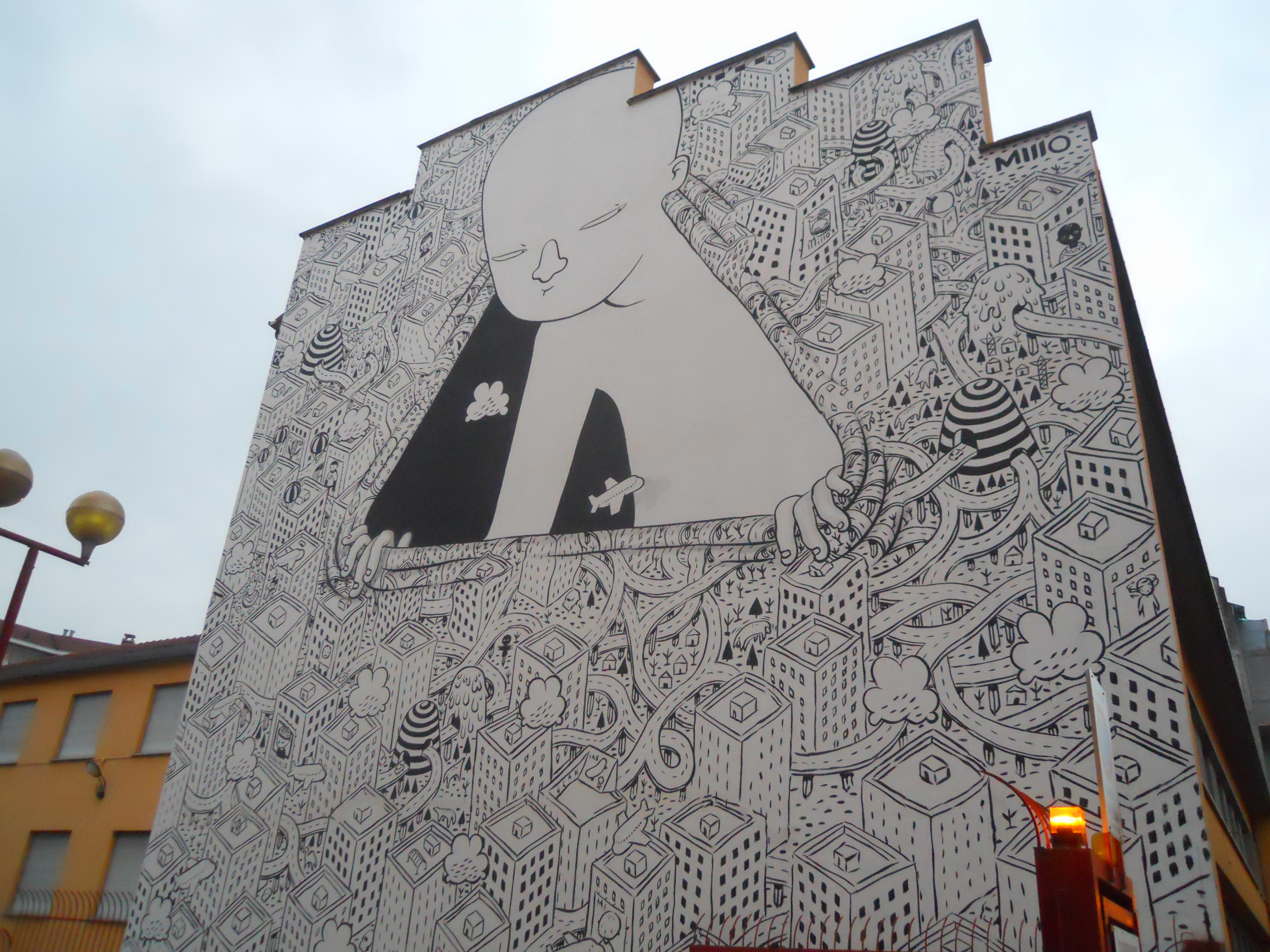
Murales in via Montanaro
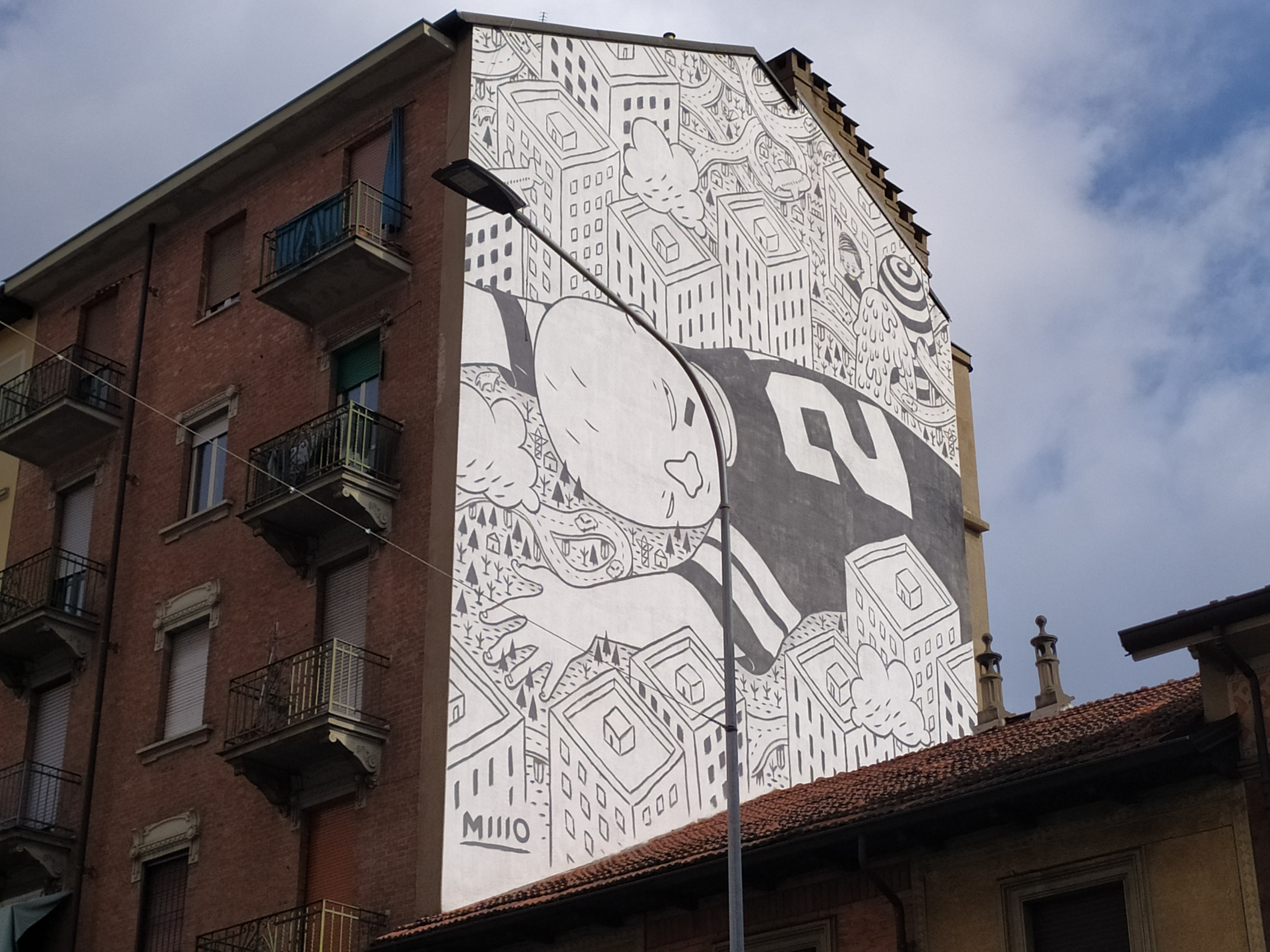
Murales Millo in via Martorelli
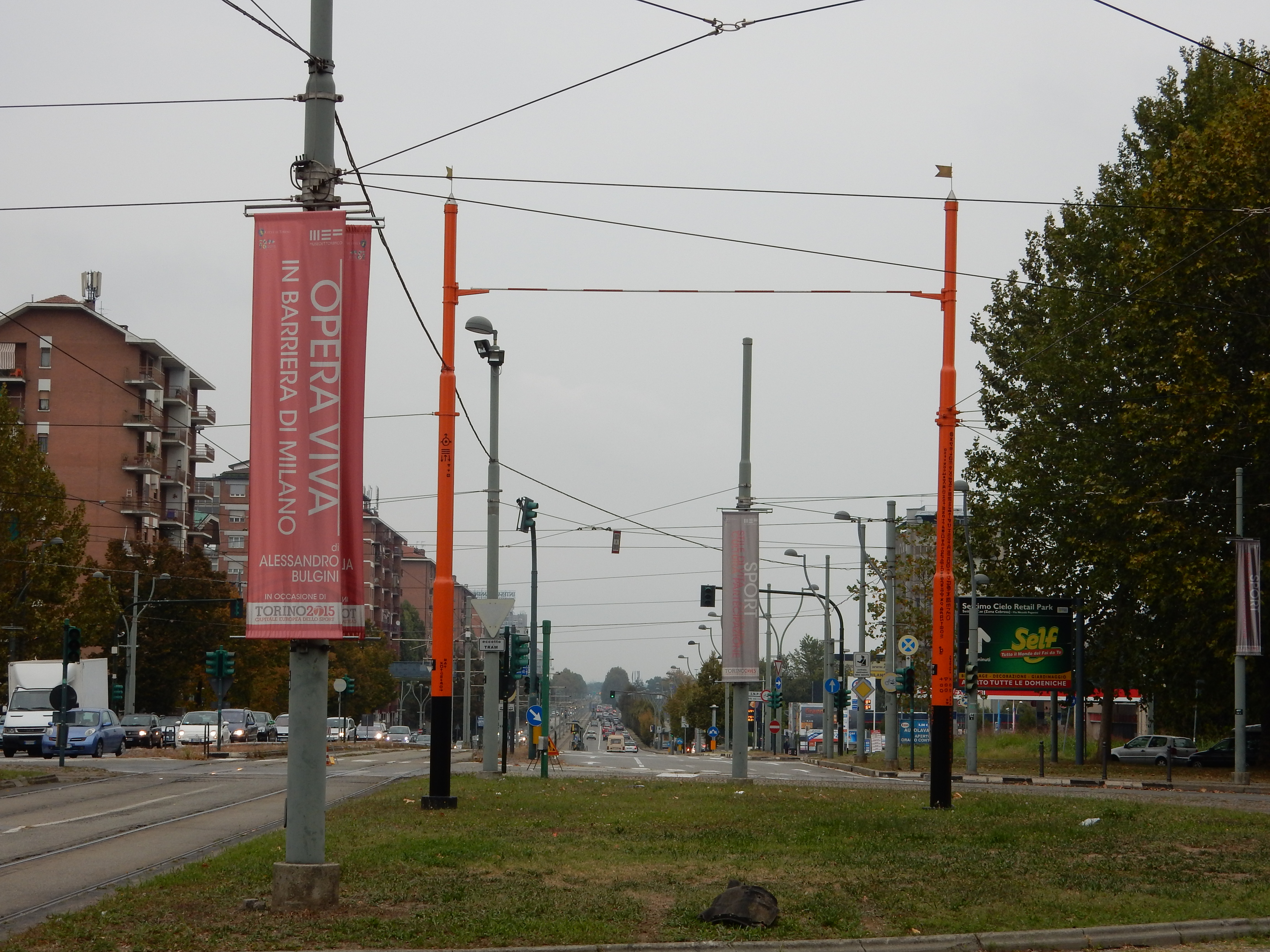
Opera di Alessandro Bulgini in Piazza Derna
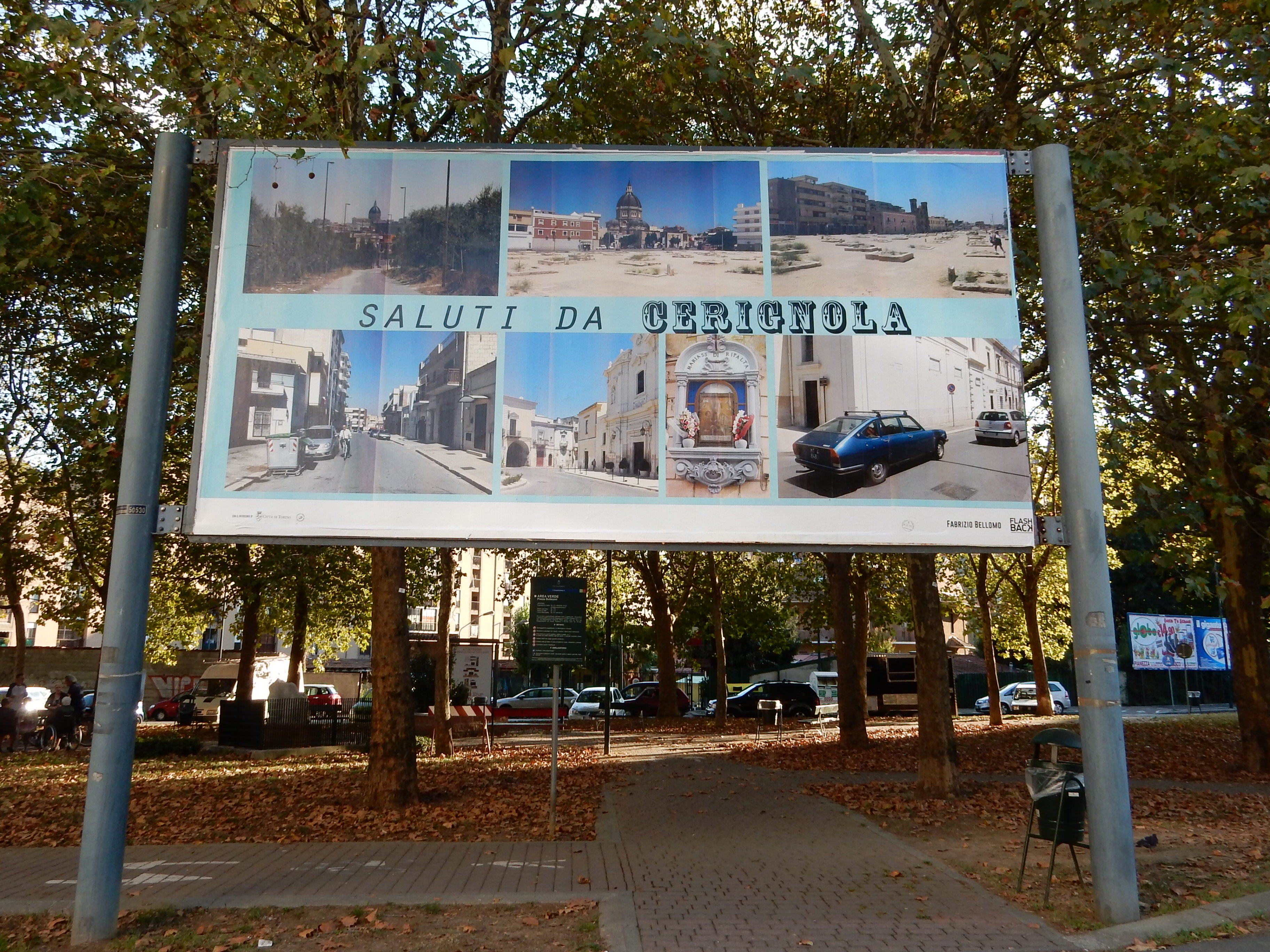
Installazione fotografica temporanea di Fabrizio Bellomo
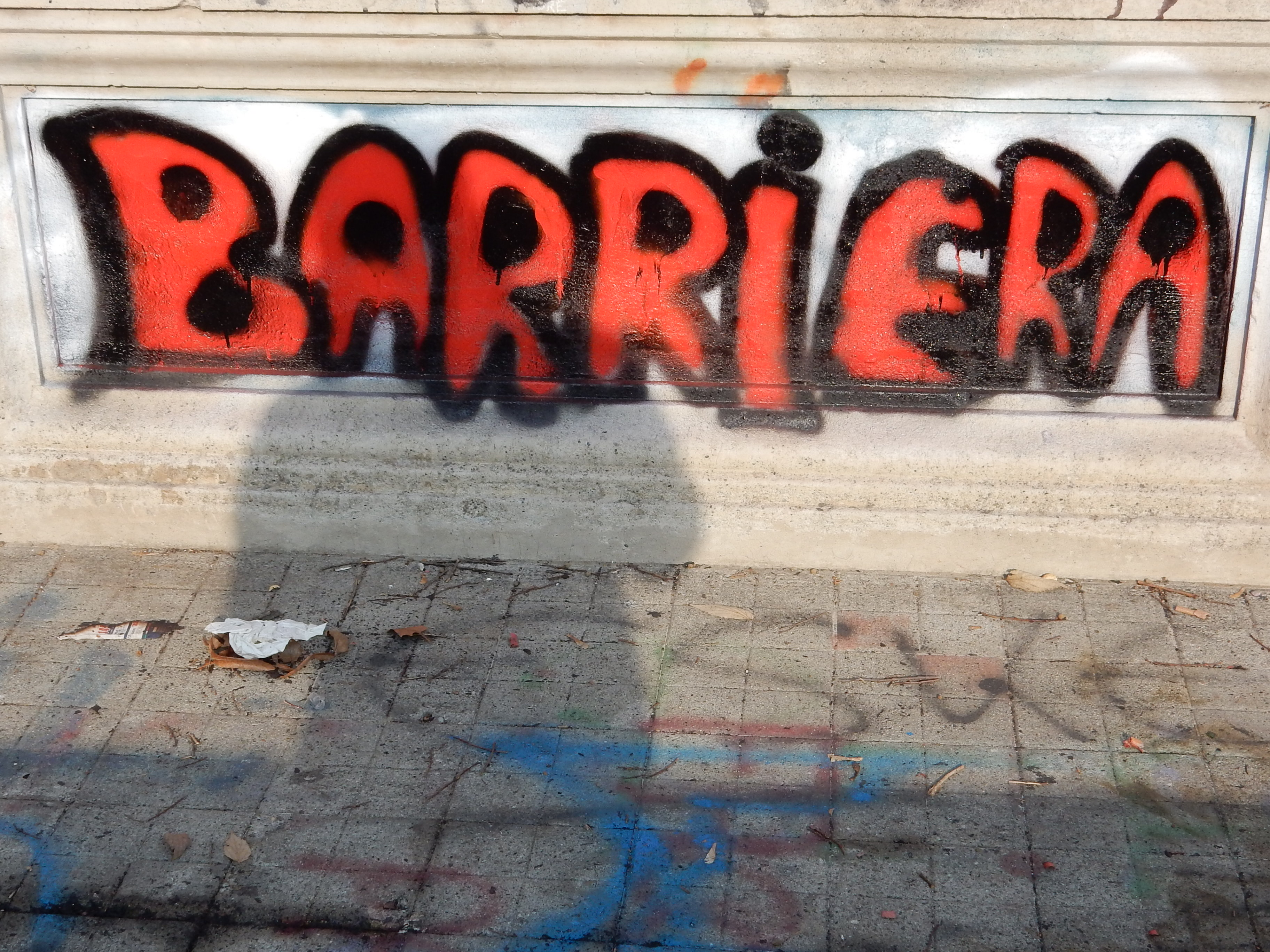
Scritta sui muri del quartiere in via Bologna

## Problemi sociali
La Barriera di Milano oggi ha perso molto della sua importanza strategica e industriale e molte estese aree sono in attesa di una riconversione funzionale e di una ristrutturazione degli edifici.

Il quartiere rispecchia la maggioranza di zone periferiche delle grandi città ed è oggi molto cosmopolita, vista la residenza e la coesistenza di molti stranieri, fatto questo legato anche alla vicinanza a Porta Palazzo e a Borgo Dora, altri quartieri torinesi accoglienti persone di etnie differenti tra loro.
Episodi frequenti di micro-criminalità, degrado e episodi pericolosi - tra cui risse di strada e spaccio - hanno reso il quartiere meno sicuro, oltre ad essere considerato, ad opinione di molti commentatori, uno dei più pericolosi di Torino. È anche vero, però, che la zona è molto viva, culturalmente e socialmente: vi sono presenti quasi 200 associazioni, sia culturali sia sociali, studi di designer, eccellenze in campo artistico e ambientale, teatri off, centri culturali, gallerie d'arte, orti urbani e sedi di enti del terzo settore. I media però danno maggiormente spazio alle notizie di cronaca nera e le notizie riguardanti gli aspetti innovativi, culturali e sociali del quartiere sono, in generale, sottorappresentate.
Già nel passato la zona era diventata tristemente famosa a livello nazionale perché vi abitavano tutti i componenti della banda Cavallero, resasi protagonista di rapine ed altri gravi episodi di criminalità negli anni sessanta. 
Purtroppo la "mala barrierante" è un fenomeno in continua ed inarrestabile crescita e la zona preoccupa gli osservatori di polizia per numero di rapine, furti violenti e non in abitazioni private, aggressioni anche in pieno giorno, spaccio, prostituzione, omicidi. Sono insite nel territorio micro organizzazioni mafiose che gesticono il racket delle estorsioni, lo spaccio di droghe, anche pesanti, la prostituzione e la vendita illegale di armi, che espandono la loro territorialità in modo continuo. Sebbene sia intervenuto l'esercito in molteplici occasioni, la situazione è costantemente peggiorata e ad oggi molti operatori di servizi taxi si rifiutano di servire l'area oltre una certa ora della notte. Gli abitanti della zona osservano un vero e proprio coprifuoco serale e molti genitori consegnano ai propri figli, anche quelli che frequentano la scuola di primo grado, spray al peperoncino e indumenti antiaccoltellamento. Il caso è diventato di interesse nazionale come un triste esempio delle realtà periferiche, ormai ingestibili, delle grandi città.   

## Sviluppi futuri
Tutta la zona è interessata dal progetto del Comune di Torino denominato "Variante 200" che dovrebbe ridisegnare l'assetto urbanistico, viario e dei trasporti nel prossimo futuro, collegando la zona alla stazione di Torino Rebaudengo Fossata.

Il progetto è stato presentato ed illustrato alla stampa ed alla cittadinanza nel dicembre 2013, ma a fine 2023 nessun lavoro è stato iniziato compiutamente, dopo molti ripensamenti in proposito. 
A fine dicembre 2014 la giunta Comunale ha finalmente approvato, dopo lunghe discussioni, il riesame e la nuova pianificazione dello studio di fattibilità della Linea 2 della Metropolitana: la linea 2 attraverserà la città da nord a sud, permetterà l'interscambio con il passante alle stazioni Rebaudengo e Zappata, raccorderà i flussi di traffico della zona nord con il nodo di scalo Vanchiglia ed interesserà in maniera notevole la riqualificazione del quartiere, estendendosi anche a Regio Parco e Vanchiglia.

## Sport

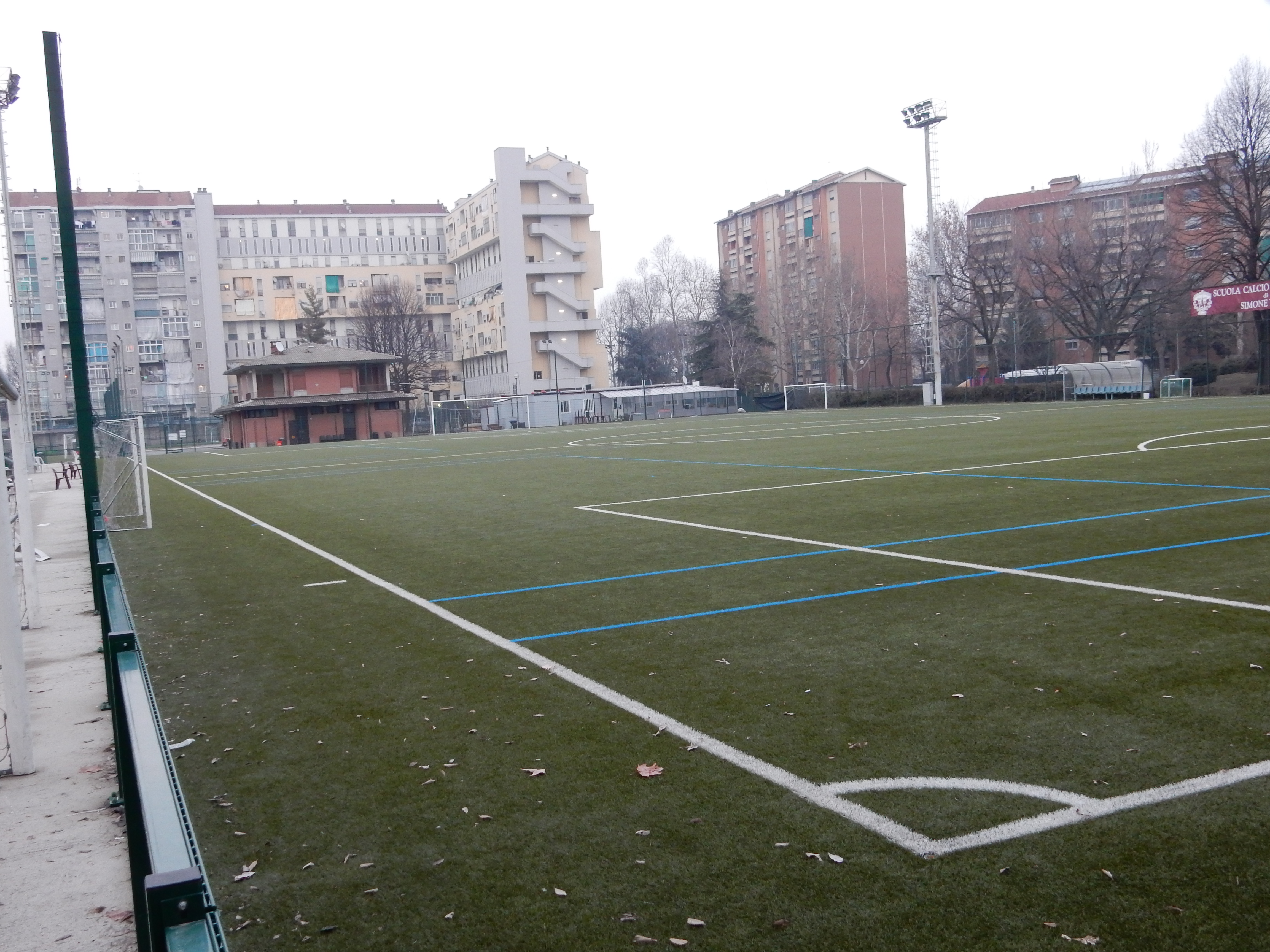
Veduta campo Scuola Calcio via Pergolesi

- Il portiere Claudio Garella, e i due centrocampisti, Domenico Maggiora ed Ezio Blangero, hanno cominciato a giocare a calcio nelle squadre giovanili dell'Oratorio Salesiano Michele Rua
- Il calciatore Simone Loria è nato nel quartiere e ad inizio 2013 vi ha impiantato una Scuola Calcio in via Pergolesi con l'obiettivo di contribuire alla riqualificazione della zona[43]
- Barriera di Milano ha vinto nel 2011 la prima edizione del "Palio dei quartieri", torneo di calcio già disputato dal 1971 al 1981 con la denominazione "Palio delle borgate", ricco di storia e di competitività[44] ed è l'unica squadra rimasta imbattuta nelle prime due edizioni (2011 e 2012)

### Palio delle borgate
| 1-11 | 1971-1981 |

### Palio dei quartieri
| N° | Anno | Piazzamento  | Giocate | Vinte | Nulle | Perse | Gol fatti | Gol subiti |
| -- | ---- | ------------ | ------- | ----- | ----- | ----- | --------- | ---------- |
| 12 | 2011 | 1°           | 6       | 5     | 1     | 0     |           |            |
| 13 | 2012 | 3°           | 6       | 4     | 2     | 0     |           |            |
| 14 | 2013 | Non iscritta | -       | -     | -     | -     | -         | -          |
| 15 | 2014 | Non iscritta | -       | -     | -     | -     | -         | -          |
| 16 | 2015 | Non iscritta | -       | -     | -     | -     | -         | -          |